# Liste der Ortsteile in Sachsen-Anhalt

Wappen von Sachsen-Anhalt

Die Liste der Ortsteile in Sachsen-Anhalt ist eine Aufstellung der nichtselbstständigen oder amtsfreien Orts- und Gemeindeteile der Städte und Gemeinden in Sachsen-Anhalt. Seit 1. Januar 2014 besteht Sachsen-Anhalt aus 218 selbstständigen Städten und Gemeinden, seit der Kreisreform 2007 sind die nichtselbständigen Ortschaften und Ortsteile in Sachsen-Anhalt nun Bestandteile der politisch selbstständigen 104 Städte (incl. 3 kreisfreie Städte) und 114 Gemeinden.
Im Dezember 2022 gab es 2516 Gemeindeteile mit Ortsteilcharakter, wie die Ortsteile im Verzeichnis des Statistischen Landesamt bezeichnet werden, sowie 1599 kleinere Ansiedlungen und sonstige Ortsbezeichnungen.
Dies ergibt nachfolgende Liste der aufgeführten x.xxx Ortsteile (nicht aufgeführt werden kleinere Ansiedlungen und sonstige Ortsnamen, wie z. B. Stadtteile, welche keine eigenständige Gebietskörperschaft darstellen):

## A
| - Abbendorf (zu Diesdorf, Altmarkkreis Salzwedel) - Abbenrode (zu Nordharz, Landkreis Harz) - Abberode (zu Mansfeld, Landkreis Mansfeld-Südharz) - Abtlöbnitz (zu Molauer Land, Burgenlandkreis) - Abtsdorf (zu Wittenberg, Landkreis Wittenberg) - Ackendorf (zu Gardelegen, Altmarkkreis Salzwedel) - Ackendorf (zu Hohe Börde, Landkreis Börde) - Adersleben (zu Wegeleben, Landkreis Harz) - Aderstedt (zu Huy, Landkreis Harz) - Aderstedt (zu Bernburg/Saale) - Agnesdorf (zu Südharz, Landkreis Mansfeld-Südharz) - Adendorf, (zu Gerbstedt, Landkreis Mansfeld-Südharz) - Ahlum (zu Rohrberg/Altmark, Altmarkkreis Salzwedel) - Alaune bei Morl (zu Petersberg, Saalekreis) - Albersroda (zu Steigra, Saalekreis) - Alberstedt (zu Farnstädt, Saalekreis) - Alexisbad (zu Harzgerode, Landkreis Harz) - Algenstedt (zu Gardelegen, Altmarkkreis Salzwedel) - Alikendorf (zu Oschersleben/Bode) - Alleringersleben (zu Ingersleben) - Allerstedt (zu Kaiserpfalz, Burgenlandkreis) - Allrode (zu Thale) - Almsdorf (zu Mücheln, Saalekreis) - Alt Olvenstedt (zu Kreisfreie Stadt Magdeburg, Landeshauptstadt) - Altbellin bei Wulkow (zu Jerichow, Landkreis Jerichower Land) - Altbrandsleben (zu Oschersleben/Bode) - Alte Neustadt (zu Kreisfreie Stadt Magdeburg, Landeshauptstadt) - Alten (zu kreisfreie Stadt Dessau-Roßlau) - Altenbrak (zu Thale) - Altenburg (zu Nienburg/Saale) - Altenklitsche (zu Jerichow, Landkreis Jerichower Land) - Altenroda (zu Bad Bibra, Burgenlandkreis) - Altensalzwedel (zu Apenburg-Winterfeld, Altmarkkreis Salzwedel) - Altenweddingen (zu Sülzetal, Landkreis Börde) - Altenzaun (zu Hohenberg-Krusemark) - Alterode (zu Arnstein, Landkreis Mansfeld-Südharz) - Altferchau (zu Klötze, Altmarkkreis Salzwedel) - Altjeßnitz (zu Raguhn-Jeßnitz) - Altmersleben (zu Kalbe/Milde, Altmarkkreis Salzwedel) | - Altstadt (zu kreisfreie Stadt Halle (Saale)) - Altstadt (zu Kreisfreie Stadt Magdeburg, Landeshauptstadt) - Altstadt (zu Hettstedt, Landkreis Mansfeld-Südharz) - Alttröglitz (zu Elsteraue, Burgenlandkreis) - Altweidenbach (zu Obhausen, Saalekreis) - Am Wasserturm/Thaerviertel (zu kreisfreie Stadt Halle (Saale)) - Amesdorf (zu Güsten, Salzlandkreis) - Ampfurth (zu Oschersleben/Bode) - Amsdorf (zu Seegebiet Mansfelder Land, Landkreis Mansfeld-Südharz) - Amt Dambeck (zu Salzwedel, Altmarkkreis Salzwedel) - Anderbeck (zu Huy, Landkreis Harz) - Andersleben (zu Oschersleben/Bode) - Andorf (zu Salzwedel, Altmarkkreis Salzwedel) - Angersdorf (zu Teutschenthal, Saalekreis) - Annarode (zu Mansfeld, Landkreis Mansfeld-Südharz) - Annenhof (zu Jerichow, Landkreis Jerichower Land) - Apenburg (zu Apenburg-Winterfeld, Altmarkkreis Salzwedel) - Apollensdorf (zu Wittenberg, Landkreis Wittenberg) - Arensberg (zu Bismark (Altmark), Landkreis Stendal) - Arensdorf (zu Köthen (Anhalt), Landkreis Anhalt-Bitterfeld) - Arnim (zu Stendal, Landkreis Stendal) - Arnsdorf (zu Jessen/Elster, Landkreis Wittenberg) - Arnstedt (zu Arnstein, Landkreis Mansfeld-Südharz) - Aseleben (zu Seegebiet Mansfelder Land, Landkreis Mansfeld-Südharz) - Asendorf (zu Teutschenthal, Saalekreis) - Asmusstedt (zu Ballenstedt, Landkreis Harz) - Aspenstedt (zu Halberstadt, Landkreis Harz) - Assau (zu Wittenberg, Landkreis Wittenberg) - Ateritz (zu Kemberg, Landkreis Wittenberg) - Athensleben (zu Staßfurt, Salzlandkreis) - Atzendorf (zu Merseburg, Saalekreis) - Atzendorf (zu Staßfurt, Salzlandkreis) - Audorf (zu Beetzendorf, Altmarkkreis Salzwedel) - Aue (zu Molauer Land, Burgenlandkreis) - Augsdorf (zu Gerbstedt, Landkreis Mansfeld-Südharz) - Aulosen (zu Aland, Landkreis Stendal) - Aupitz (zu Hohenmölsen, Burgenlandkreis) - Axien (zu Annaburg, Landkreis Wittenberg) |

## B
| - Baalberge (zu Bernburg/Saale) - Baars (zu Apenburg-Winterfeld, Altmarkkreis Salzwedel) - Baasdorf (zu Köthen (Anhalt), Landkreis Anhalt-Bitterfeld) - Baben (zu Eichstedt (Altmark), Landkreis Stendal) - Bad Kösen (zu Naumburg/Saale, Burgenlandkreis) - Bad Salzelmen (zu Schönebeck/Elbe, Salzlandkreis) - Badeborn (zu Ballenstedt, Landkreis Harz) - Badel (zu Kalbe/Milde, Altmarkkreis Salzwedel) - Badeleben (zu Völpke, Landkreis Börde) - Badersleben (zu Huy, Landkreis Harz) - Badetz (zu Zerbst/Anhalt, Landkreis Anhalt-Bitterfeld) - Badewitz (zu Zerbst/Anhalt, Landkreis Anhalt-Bitterfeld) - Badingen (zu Bismark (Altmark), Landkreis Stendal) - Bageritz (zu Landsberg, Saalekreis) - Bahnhof (zu Teutschenthal, Saalekreis) - Bahnhof (zu Flechtingen, Landkreis Börde) - Bahrendorf (zu Sülzetal, Landkreis Börde) - Balditz (zu Bad Dürrenberg, Saalekreis) - Ballerstedt (zu Osterburg/Altmark, Landkreis Stendal) - Bandau (zu Beetzendorf, Altmarkkreis Salzwedel) - Bärenrode (zu Harzgerode, Landkreis Harz) - Bärenthoren (zu Zerbst/Anhalt, Landkreis Anhalt-Bitterfeld) - Barleber See (zu Kreisfreie Stadt Magdeburg, Landeshauptstadt) - Barnebeck (zu Salzwedel, Altmarkkreis Salzwedel) - Barneberg (zu Hötensleben, Landkreis Börde) - Battin (zu Jessen/Elster, Landkreis Wittenberg) - Bäumchen (zu Weißenfels, Burgenlandkreis) - Baumersroda (zu Gleina, Burgenlandkreis) - Baumgarten (zu Eichstedt (Altmark), Landkreis Stendal) - Bebertal (zu Hohe Börde, Landkreis Börde) - Bebitz (zu Könnern, Salzlandkreis) - Beckendorf (zu Oschersleben/Bode) - Beersdorf (zu Elsteraue, Burgenlandkreis) - Bebitz (zu Könnern, Salzlandkreis) - Beckendorf (zu Oschersleben/Bode) - Beelitz (zu Arneburg, Landkreis Stendal) - Beersdorf (zu Elsteraue, Burgenlandkreis) - Beese (zu Kalbe/Milde, Altmarkkreis Salzwedel) - Beesedau (zu Könnern, Salzlandkreis) - Beesenlaublingen (zu Könnern, Salzlandkreis) - Beesenstedt (zu Salzatal, Saalekreis) - Beesewege (zu Bismark (Altmark), Landkreis Stendal) - Behnsdorf (zu Flechtingen, Landkreis Börde) - Behrend (zu Seehausen/Altmark, Landkreis Stendal) - Behrendorf (zu Werben/Elbe, Landkreis Stendal) - Beidersee (zu Petersberg, Saalekreis) - Belicke (zu Jerichow, Landkreis Jerichower Land) - Belkau (zu Bismark (Altmark), Landkreis Stendal) - Belleben (zu Könnern, Salzlandkreis) - Bellingen (zu Tangerhütte, Landkreis Stendal) - Belsdorf (zu Flechtingen, Landkreis Börde) - Belsdorf (zu Wefensleben, Landkreis Börde) - Benkendorf (zu Salzwedel, Altmarkkreis Salzwedel) - Benkendorf (zu Salzatal, Saalekreis) - Benkendorf (zu Teutschenthal, Saalekreis) - Benndorf (zu Lanitz-Hassel-Tal, Burgenlandkreis) - Benndorf (zu Gröbers, Kabelsketal) - Benneckenstein/Harz (zu Oberharz am Brocken, Landkreis Harz) - Bennstedt (zu Salzatal, Saalekreis) - Bennungen (zu Südharz, Landkreis Mansfeld-Südharz) - Benzingerode (zu Wernigerode, Landkreis Harz) - Berenbrock (zu Calvörde, Landkreis Börde) - Berge (zu Gardelegen, Altmarkkreis Salzwedel) - Berge (zu Werben/Elbe, Landkreis Stendal) - Bergen (zu Wanzleben-Börde, Landkreis Börde) - Bergfriede (zu Oebisfelde-Weferlingen, Landkreis Börde) - Bergisdorf (zu Gutenborn, Burgenlandkreis) - Bergmoor (zu Diesdorf, Altmarkkreis Salzwedel) - Bergwinkel (zu Bad Bibra, Burgenlandkreis) - Bergwitz (zu Kemberg, Landkreis Wittenberg) - Bergzow (zu Elbe-Parey, Landkreis Jerichower Land) - Berkau (zu Bismark (Altmark), Landkreis Stendal) - Berkau (zu Wittenberg, Landkreis Wittenberg) - Berliner Chaussee (zu Kreisfreie Stadt Magdeburg, Landeshauptstadt) - Bernsdorf (zu kreisfreie Stadt Dessau-Roßlau) - Berßel (zu Osterwieck, Landkreis Harz) - Bertingen (zu Angern, Landkreis Börde) - Bertkow (zu Goldbeck) - Berwitz (zu Könnern, Salzlandkreis) - Bethau (zu Annaburg, Landkreis Wittenberg) - Beuditz (zu Naumburg/Saale, Burgenlandkreis) - Beuditz (zu Großkugel, Kabelsketal) - Beuna (Geiseltal) (zu Merseburg, Saalekreis) - Beuster (zu Seehausen/Altmark, Landkreis Stendal) - Beyendorfer Grund (zu Kreisfreie Stadt Magdeburg, Landeshauptstadt) - Beyendorf-Sohlen (zu Kreisfreie Stadt Magdeburg, Landeshauptstadt) - Beyernaumburg (zu Allstedt, Landkreis Mansfeld-Südharz) - Beyersdorf (zu Sandersdorf-Brehna, Landkreis Anhalt-Bitterfeld) - Bias (zu Zerbst/Anhalt, Landkreis Anhalt-Bitterfeld) - Biendorf (zu Bernburg/Saale) - Biere (zu Bördeland, Salzlandkreis) - Biesenrode (zu Mansfeld, Landkreis Mansfeld-Südharz) - Biesenthal (zu Bismark (Altmark), Landkreis Stendal) - Bietegast (zu Kemberg, Landkreis Wittenberg) - Billeberge (zu Tangermünde, Landkreis Stendal) - Billroda (zu Finne, Burgenlandkreis) - Binde (zu Arendsee/Altmark, Altmarkkreis Salzwedel) - Bindfelde (zu Stendal, Landkreis Stendal) - Birkholz (zu Tangerhütte, Landkreis Stendal) - Birkigt (zu Bad Bibra, Burgenlandkreis) - Bischofrode (zu Lutherstadt Eisleben, Landkreis Mansfeld-Südharz) - Bitterfeld (zu Bitterfeld-Wolfen, Landkreis Anhalt-Bitterfeld) - Bittkau (zu Tangerhütte, Landkreis Stendal) - Blätz (zu Burgstall, Landkreis Börde) - Bleddin (zu Kemberg, Landkreis Wittenberg) - Blockdamm (zu Jerichow, Landkreis Jerichower Land) - Blösien (zu Merseburg, Saalekreis) - Blumenberg (zu Wanzleben-Börde, Landkreis Börde) | - Bobbau (zu Bitterfeld-Wolfen, Landkreis Anhalt-Bitterfeld) - Bobbe (zu Osternienburger Land, Landkreis Anhalt-Bitterfeld) - Boblas (zu Naumburg/Saale, Burgenlandkreis) - Bockwitz (zu Zeitz, Burgenlandkreis) - Böckwitz (zu Klötze, Altmarkkreis Salzwedel) - Böddensell (zu Flechtingen, Landkreis Börde) - Böddenstedt (zu Salzwedel, Altmarkkreis Salzwedel) - Bodendorf (zu Süplingen) - Böhnshausen (zu Halberstadt, Landkreis Harz) - Böllberg/Wörmlitz (zu kreisfreie Stadt Halle (Saale)) - Bölsdorf (zu Tangermünde, Landkreis Stendal) - Bombeck (zu Salzwedel, Altmarkkreis Salzwedel) - Bömenzien (zu Zehrental) - Bomsdorf (zu Möckern, Landkreis Jerichower Land) - Bonau (zu Teuchern, Burgenlandkreis) - Bone (zu Zerbst/Anhalt, Landkreis Anhalt-Bitterfeld) - Bonese (zu Dähre, Altmarkkreis Salzwedel) - Bonitz (zu Zerbst/Anhalt, Landkreis Anhalt-Bitterfeld) - Boock (zu Altmärkische Höhe) - Boos (zu Kemberg, Landkreis Wittenberg) - Borau (zu Weißenfels, Burgenlandkreis) - Borgau (zu Finneland, Burgenlandkreis) - Borgesdorf (zu Nienburg/Saale) - Börgitz (zu Stendal, Landkreis Stendal) - Born (zu Westheide) - Börnecke (zu Blankenburg (Harz)) - Bornitz (zu Elsteraue, Burgenlandkreis) - Bornsen (zu Jübar, Altmarkkreis Salzwedel) - Bornstedt (zu Hohe Börde, Landkreis Börde) - Bomum (zu Zerbst/Anhalt, Landkreis Anhalt-Bitterfeld) - Borstel (zu Stendal, Landkreis Stendal) - Bösdorf (zu Oebisfelde-Weferlingen, Landkreis Börde) - Bösenburg (zu Gerbstedt, Landkreis Mansfeld-Südharz) - Bösenrode (zu Berga (Kyffhäuser), Landkreis Mansfeld-Südharz) - Bösewig (zu Bad Schmiedeberg, Landkreis Wittenberg) - Boßdorf (zu Wittenberg, Landkreis Wittenberg) - Bothfeld (zu Lützen, Burgenlandkreis) - Bottmersdorf (zu Wanzleben-Börde, Landkreis Börde) - Brachstedt (zu Petersberg, Saalekreis) - Brachwitz (zu Wettin-Löbejün, Saalekreis) - Brambach (zu kreisfreie Stadt Dessau-Roßlau) - Brandenstein (zu Möckern, Landkreis Jerichower Land) - Branderoda (zu Mücheln, Saalekreis) - Brandhorst (zu Oranienbaum-Wörlitz) - Braschwitz (zu Landsberg, Saalekreis) - Bräsen (zu Coswig (Anhalt)) - Bräunrode (zu Arnstein, Landkreis Mansfeld-Südharz) - Braunschwende (zu Mansfeld, Landkreis Mansfeld-Südharz) - Braunsdorf (zu Wittenberg, Landkreis Wittenberg) - Braunsroda (zu An der Poststraße, Burgenlandkreis) - Breesen (zu Südliches Anhalt, Landkreis Anhalt-Bitterfeld) - Bregenstedt (zu Erxleben) - Brehna (zu Sandersdorf-Brehna, Landkreis Anhalt-Bitterfeld) - Breitenbach (zu Wetterzeube, Burgenlandkreis) - Breitenbach (zu Sangerhausen, Landkreis Mansfeld-Südharz) - Breitenfeld (zu Gardelegen, Altmarkkreis Salzwedel) - Breitenhagen (zu Barby) - Breitenrode (zu Oebisfelde-Weferlingen, Landkreis Börde) - Breitenstein (zu Südharz, Landkreis Mansfeld-Südharz) - Breitungen (zu Südharz, Landkreis Mansfeld-Südharz) - Bretsch (zu Altmärkische Höhe) - Brettin (zu Jerichow, Landkreis Jerichower Land) - Brewitz (zu Salzwedel, Altmarkkreis Salzwedel) - Briest (zu Tangerhütte, Landkreis Stendal) - Brietz (zu Salzwedel, Altmarkkreis Salzwedel) - Brietzke (zu Möckern, Landkreis Jerichower Land) - Bröckau (zu Schnaudertal, Burgenlandkreis) - Brösa (zu Muldestausee, Landkreis Anhalt-Bitterfeld) - Brüchau (zu Kalbe/Milde, Altmarkkreis Salzwedel) - Brucke (zu Könnern, Salzlandkreis) - Brücken/Helme (zu Brücken-Hackpfüffel, Landkreis Mansfeld-Südharz) - Brückfeld (zu Kreisfreie Stadt Magdeburg, Landeshauptstadt) - Brumby (zu Hohe Börde, Landkreis Börde) - Brumby (zu Staßfurt, Salzlandkreis) - Brunau (zu Kalbe/Milde, Altmarkkreis Salzwedel) - Bründel (zu Plötzkau) - Brunkau (zu Tangerhütte, Landkreis Stendal) - Buch (zu Wanzleben-Börde, Landkreis Börde) - Buch (zu Tangermünde, Landkreis Stendal) - Bucha (zu Kaiserpfalz, Burgenlandkreis) - Buchholz (zu Stendal, Landkreis Stendal) - Buchholz (zu Gräfenhainichen) - Buchhorst (zu Oebisfelde-Weferlingen, Landkreis Börde) - Buchwitz (zu Salzwedel, Altmarkkreis Salzwedel) - Buckau (zu Kreisfreie Stadt Magdeburg, Landeshauptstadt) - Büden (zu Möckern, Landkreis Jerichower Land) - Buhlendorf (zu Zerbst/Anhalt, Landkreis Anhalt-Bitterfeld) - Bühne (zu Kalbe/Milde, Altmarkkreis Salzwedel) - Bühne (zu Osterwieck, Landkreis Harz) - Buko (zu Coswig (Anhalt)) - Bülitz (zu Bismark (Altmark), Landkreis Stendal) - Bullenstedt (zu Ilberstedt) - Bülzig (zu Zahna-Elster, Landkreis Wittenberg) - Burgheßler (zu An der Poststraße, Burgenlandkreis) - Burgholzhausen (zu Eckartsberga, Burgenlandkreis) - Burgkemnitz (zu Muldestausee, Landkreis Anhalt-Bitterfeld) - Burgliebenau (zu Schkopau, Saalekreis) - Burgorner Altdorf (zu Hettstedt, Landkreis Mansfeld-Südharz) - Burgorner Neudorf (zu Hettstedt, Landkreis Mansfeld-Südharz) - Burgscheidungen (zu Laucha/Unstrut, Burgenlandkreis) - Burgsdorf (zu Lutherstadt Eisleben, Landkreis Mansfeld-Südharz) - Burgwerben (zu Weißenfels, Burgenlandkreis) - Burkersroda (zu Balgstädt, Burgenlandkreis) - Buro (zu Coswig (Anhalt)) - Busch (zu Iden) - Büschdorf (zu kreisfreie Stadt Halle (Saale)) - Buschkuhnsdorf (zu Jessen/Elster, Landkreis Wittenberg) - Büssen (zu Salzwedel, Altmarkkreis Salzwedel) - Büste (zu Bismark (Altmark), Landkreis Stendal) - Butterhorst (zu Kalbe/Milde, Altmarkkreis Salzwedel) - Büttnersdorf (zu Iden) |

## C
| - Calberwisch (zu Osterburg/Altmark, Landkreis Stendal) - Carlsfeld (zu Sandersdorf-Brehna, Landkreis Anhalt-Bitterfeld) - Caroline (zu Hötensleben, Landkreis Börde) - Casekirchen (zu Molauer Land, Burgenlandkreis) - Cattau (zu Südliches Anhalt, Landkreis Anhalt-Bitterfeld) - Cattenstedt (zu Blankenburg (Harz)) - Cauerwitz (zu Mertendorf, Burgenlandkreis) - Chausseehaus (zu Hassel) - Cheine (zu Salzwedel, Altmarkkreis Salzwedel) - Cheinitz (zu Kalbe/Milde, Altmarkkreis Salzwedel) - Chörau (zu Osternienburger Land, Landkreis Anhalt-Bitterfeld) - Chüttlitz (zu Salzwedel, Altmarkkreis Salzwedel) | - Cobbel (zu Tangerhütte, Landkreis Stendal) - Cobbelsdorf (zu Coswig (Anhalt)) - Cochstedt (zu Hecklingen) - Cölbigk (zu Ilberstedt) - Cörmigk (zu Könnern, Salzlandkreis) - Cosa (zu Südliches Anhalt, Landkreis Anhalt-Bitterfeld) - Cösitz (zu Zörbig, Landkreis Anhalt-Bitterfeld) - Cracau (zu Kreisfreie Stadt Magdeburg, Landeshauptstadt) - Crauschwitz (zu Molauer Land, Burgenlandkreis) - Cröchern (zu Burgstall, Landkreis Börde) - Crölpa-Löbschütz (zu Bernburg/Saale) |

## D
| - Dabrun (zu Kemberg, Landkreis Wittenberg) - Dachritz (zu Petersberg, Saalekreis) - Dahlen (zu Stendal, Landkreis Stendal) - Dahlen (zu Havelberg) - Dahlenwarsleben (zu Niedere Börde) - Dahrendorf (zu Dähre, Altmarkkreis Salzwedel) - Dahrenstedt (zu Stendal, Landkreis Stendal) - Dalchau (zu Möckern, Landkreis Jerichower Land) - Dalchau (zu Arneburg, Landkreis Stendal) - Dalena (zu Wettin-Löbejün, Saalekreis) - Dalldorf (zu Gröningen) - Damaschkestraße (zu kreisfreie Stadt Halle (Saale)) - Dambeck (zu Salzwedel, Altmarkkreis Salzwedel) - Damerow (zu Havelberg) - Dammendorf (zu Landsberg, Saalekreis) - Dankensen (zu Diesdorf, Altmarkkreis Salzwedel) - Dankerode (zu Harzgerode, Landkreis Harz) - Dannefeld (zu Gardelegen, Altmarkkreis Salzwedel) - Dannigkow (zu Gommern) - Danstedt (zu Nordharz) - Dardesheim (zu Osterwieck, Landkreis Harz) - Darlingerode (zu Ilsenburg/Harz) - Darnebeck (zu Beetzendorf, Altmarkkreis Salzwedel) - Darnewitz (zu Bismark (Altmark), Landkreis Stendal) - Darsekau (zu Salzwedel, Altmarkkreis Salzwedel) - Daspig (zu Leuna, Saalekreis) - Dautzsch (zu kreisfreie Stadt Halle (Saale)) - Dedeleben (zu Huy, Landkreis Harz) - Dederstedt (zu Seegebiet Mansfelder Land, Landkreis Mansfeld-Südharz) - Deersheim (zu Osterwieck, Landkreis Harz) - Deesdorf (zu Wegeleben) - Deetz (zu Zerbst/Anhalt, Landkreis Anhalt-Bitterfeld) - Deetz (zu Bismark (Altmark), Landkreis Stendal) - Dehlitz (zu Lützen, Burgenlandkreis) - Delitz am Berge (zu Bad Lauchstädt, Saalekreis) - Demker (zu Tangerhütte, Landkreis Stendal) - Depekolk (zu Salzwedel, Altmarkkreis Salzwedel) - Dequede (zu Osterburg/Altmark, Landkreis Stendal) - Derben (zu Elbe-Parey, Landkreis Jerichower Land) - Derenburg (zu Blankenburg (Harz)) - Dessau (zu Arendsee/Altmark, Altmarkkreis Salzwedel) - Detershagen (zu Burg) - Deuben (zu Teuchern, Burgenlandkreis) - Deutleben (zu Wettin-Löbejün, Saalekreis) - Deutsch (zu Zehrental) - Deutschhorst (zu Wallstawe, Altmarkkreis Salzwedel) - Dewitz (zu Altmärkische Höhe) - Diebzig (zu Osternienburger Land, Landkreis Anhalt-Bitterfeld) - Diemitz (zu kreisfreie Stadt Halle (Saale)) - Diesdorf (zu Kreisfreie Stadt Magdeburg, Landeshauptstadt) - Diesdorf (zu Südliches Anhalt, Landkreis Anhalt-Bitterfeld) - Dieselstraße (zu kreisfreie Stadt Halle (Saale)) - Dieskau (zu Kabelsketal, Saalekreis) - Dietendorf (zu Wetterzeube, Burgenlandkreis) - Dietersdorf (zu Südharz) - Dietrichsdorf (zu Zahna-Elster, Landkreis Wittenberg) - Dietrichsroda (zu Balgstädt, Burgenlandkreis) - Dingelstedt am Huy (zu Huy, Landkreis Harz) - Dippelsdorf (zu Teuchern, Burgenlandkreis) | - Dittichenrode (zu Südharz) - Dixförda (zu Jessen/Elster, Landkreis Wittenberg) - Döbbelin (zu Stendal, Landkreis Stendal) - Dobberkau (zu Bismark (Altmark), Landkreis Stendal) - Dobbrun (zu Osterburg/Altmark, Landkreis Stendal) - Döbitzschen (zu Elsteraue, Burgenlandkreis) - Döblitz (zu Wettin-Löbejün, Saalekreis) - Dobritz (zu Zerbst/Anhalt, Landkreis Anhalt-Bitterfeld) - Döcklitz (zu Obhausen, Saalekreis) - Dodendorf (zu Sülzetal, Landkreis Börde) - Döbichau (zu Freyburg/Unstrut, Burgenlandkreis) - Dobien (zu Wittenberg, Landkreis Wittenberg) - Dobis (zu Wettin-Löbejün, Saalekreis) - Dohndorf (zu Köthen (Anhalt), Landkreis Anhalt-Bitterfeld) - Döhren (zu Oebisfelde-Weferlingen, Landkreis Börde) - Dölau (zu kreisfreie Stadt Halle (Saale)) - Dölauer Heide (zu kreisfreie Stadt Halle (Saale)) - Dölbau (zu Kabelsketal, Saalekreis) - Dolchau (zu Kalbe/Milde, Altmarkkreis Salzwedel) - Dolle (zu Burgstall, Landkreis Börde) - Döllnitz (zu Schkopau, Saalekreis) - Döllnitz (zu Bismark (Altmark), Landkreis Stendal) - Domersleben (zu Wanzleben-Börde, Landkreis Börde) - Domnitz (zu Wettin-Löbejün, Saalekreis) - Dönitz (zu Klötze, Altmarkkreis Salzwedel) - Dorna (zu Kemberg, Landkreis Wittenberg) - Dornbock (zu Osternienburger Land, Landkreis Anhalt-Bitterfeld) - Dornburg (zu Gommern) - Dorndorf (zu Laucha/Unstrut, Burgenlandkreis) - Dornitz (zu Wettin-Löbejün, Saalekreis) - Dörnitz (zu Möckern, Landkreis Jerichower Land) - Dornstedt (zu Teutschenthal, Saalekreis) - Dorst (zu Calvörde, Landkreis Börde) - Dörstewitz (zu Schkopau, Saalekreis) - Döschwitz (zu Kretzschau, Burgenlandkreis) - Dößel (zu Wettin-Löbejün, Saalekreis) - Drackenstedt (zu Eilsleben) - Dragsdorf (zu Schnaudertal, Burgenlandkreis) - Draschwitz (zu Elsteraue, Burgenlandkreis) - Drebenstedt (zu Jübar, Altmarkkreis Salzwedel) - Drebsdorf (zu Südharz) - Drehlitz (zu Petersberg, Saalekreis) - Dreileben (zu Wanzleben-Börde, Landkreis Börde) - Dretzel (zu Genthin, Landkreis Jerichower Land) - Drewitz (zu Möckern, Landkreis Jerichower Land) - Drobitz (zu Petersberg, Saalekreis) - Drohndorf (zu Aschersleben) - Droitzen (zu Mertendorf, Burgenlandkreis) - Drosa (zu Osternienburger Land, Landkreis Anhalt-Bitterfeld) - Drösede (zu Zehrental) - Droßdorf (zu Guteborn, Burgenlandkreis) - Drübeck (zu Ilsenburg/Harz) - Drüsedau (zu Altmärkische Höhe) - Druxberge (zu Eilsleben) - Düben (zu Coswig (Anhalt)) - Dülseberg (zu Diesdorf, Altmarkkreis Salzwedel) - Düsedau (zu Osterburg/Altmark, Landkreis Stendal) - Düßnitz (zu Jessen/Elster, Landkreis Wittenberg) |

## E
| - Ebendorf (zu Barleben, Landkreis Börde) - Ebersroda (zu Gleina, Burgenlandkreis) - Edderitz (zu Südliches Anhalt, Landkreis Anhalt-Bitterfeld) - Eggenstedt (zu Wanzleben-Börde, Landkreis Börde) - Eggersdorf (zu Bördeland, Salzlandkreis) - Eichenbarleben (zu Hohe Börde, Landkreis Börde) - Eichholz (zu Zerbst/Anhalt, Landkreis Anhalt-Bitterfeld) - Eickendorf (zu Oebisfelde-Weferlingen, Landkreis Börde) - Eickendorf (zu Bördeland, Salzlandkreis) - Eickerhöfe (zu Seehausen/Altmark, Landkreis Stendal) - Eickhorst (zu Dähre, Altmarkkreis Salzwedel) - Eilenstedt (zu Huy, Landkreis Harz) - Eilsdorf (zu Huy, Landkreis Harz) - Eimersleben (zu Ingersleben) - Einsdorf (zu Allstedt, Landkreis Mansfeld-Südharz) - Einwinkel (zu Altmärkische Höhe) - Einzingen (zu Allstedt, Landkreis Mansfeld-Südharz) - Eisdorf (zu Teutschenthal, Saalekreis) - Eismannsdorf (zu Landsberg, Saalekreis) - Elben (zu Gerbstedt, Landkreis Mansfeld-Südharz) - Elbenau (zu Schönebeck/Elbe) - Elbeu (zu Wolmirstedt) - Elbingerode/Harz (zu Oberharz am Brocken, Landkreis Harz) - Elbitz (zu Seegebiet Mansfelder Land, Landkreis Mansfeld-Südharz) - Elend (zu Oberharz am Brocken, Landkreis Harz) - Ellenberg (zu Wallstawe, Altmarkkreis Salzwedel) - Ellenbach (zu Bad Dürrenberg, Saalekreis) | - Elsdorf (zu Köthen (Anhalt), Landkreis Anhalt-Bitterfeld) - Elsebeck (zu Calvörde, Landkreis Börde) - Elsnigk (zu Osternienburger Land, Landkreis Anhalt-Bitterfeld) - Elster/Elbe (zu Zahna-Elster, Landkreis Wittenberg) - Elversdorf (zu Tangerhütte, Landkreis Stendal) - Emden (zu Altenhausen) - Emersleben (zu Halberstadt, Landkreis Harz) - Emmeringen (zu Oschersleben/Bode) - Emseloh (zu Allstedt, Landkreis Mansfeld-Südharz) - Endorf (zu Falkenstein/Harz) - Engersen (zu Kalbe/Milde, Altmarkkreis Salzwedel) - Erdeborn (zu Seegebiet Mansfelder Land, Landkreis Mansfeld-Südharz) - Ermlitz (zu Schkopau, Saalekreis) - Ermsleben (zu Falkenstein/Harz) - Erxleben (zu Osterburg/Altmark, Landkreis Stendal) - Esack (zu Seehausen/Altmark, Landkreis Stendal) - Eschenrode (zu Oebisfelde-Weferlingen, Landkreis Börde) - Esperstedt (zu Obhausen, Saalekreis) - Estedt (zu Gardelegen, Altmarkkreis Salzwedel) - Etgersleben (zu Börde-Hakel) - Etingen (zu Oebisfelde-Weferlingen, Landkreis Börde) - Etzdorf (zu Teutschenthal, Saalekreis) - Eulau (zu Naumburg/Saale, Burgenlandkreis) - Euper (zu Wittenberg, Landkreis Wittenberg) - Eutzsch (zu Kemberg, Landkreis Wittenberg) - Everingen (zu Oebisfelde-Weferlingen, Landkreis Börde) - Eversdorf (zu Salzwedel, Altmarkkreis Salzwedel) |

## F
| - Fahrendorf (zu Dähre, Altmarkkreis Salzwedel) - Falkenberg (Wische) (zu Altmärkische Wische) - Farsleben (zu Wolmirstedt) - Faulenhorst (zu Kalbe/Milde, Altmarkkreis Salzwedel) - Felgeleben (zu Schönebeck/Elbe) - Ferchels (zu Schollene) - Ferchland (zu Elbe-Parey, Landkreis Jerichower Land) - Fermersleben (zu Kreisfreie Stadt Magdeburg, Landeshauptstadt) - Fernsdorf (zu Südliches Anhalt, Landkreis Anhalt-Bitterfeld) - Fienerode (zu Genthin, Landkreis Jerichower Land) - Fienstedt (zu Salzatal, Saalekreis) - Fischbeck (Elbe) (zu Wust-Fischbeck, Landkreis Stendal) - Flecken Weferlingen (zu Oebisfelde-Weferlingen, Landkreis Börde) - Fleetmark (zu Arendsee/Altmark, Altmarkkreis Salzwedel) - Flemmingen (zu Naumburg/Saale, Burgenlandkreis) - Flessau (zu Osterburg/Altmark, Landkreis Stendal) - Flötz (zu Zerbst/Anhalt, Landkreis Anhalt-Bitterfeld) - Förderstedt (zu Staßfurt, Salzlandkreis) - Fränkenau (zu Naumburg/Saale, Burgenlandkreis) - Frankleben (zu Braunsbedra, Saalekreis) - Frankroda (zu An der Poststraße, Burgenlandkreis) - Fraßdorf (zu Südliches Anhalt, Landkreis Anhalt-Bitterfeld) - Frauenhain (zu Gutenborn, Burgenlandkreis) | - Freckleben (zu Aschersleben) - Freiimfelde/Kanenaer Weg (zu kreisfreie Stadt Halle (Saale)) - Freiroda (zu Naumburg/Saale, Burgenlandkreis) - Freist (zu Gerbstedt, Landkreis Mansfeld-Südharz) - Frenz (zu Osternienburger Land, Landkreis Anhalt-Bitterfeld) - Friedeburg/Saale (zu Gerbstedt, Landkreis Mansfeld-Südharz) - Friedeburgerhütte (zu Gerbstedt, Landkreis Mansfeld-Südharz) - Friedensau (zu Möckern, Landkreis Jerichower Land) - Friedensdorf (zu Leuna, Saalekreis) - Friedersdorf (zu Muldestausee, Landkreis Anhalt-Bitterfeld) - Friedrichrode (zu Arnstein, Landkreis Mansfeld-Südharz) - Friedrichsaue (zu Seeland) - Friedrichsbrunn (zu Thale) - Friedrichsdorf (zu Südliches Anhalt, Landkreis Anhalt-Bitterfeld) - Friedrichsfleiß (zu Bismark (Altmark), Landkreis Stendal) - Friedrichshof/Schmoor (zu Bismark (Altmark), Landkreis Stendal) - Friedrichshöhe (zu Harzgerode, Landkreis Harz) - Friedrichsschwerz (zu Wettin-Löbejün, Saalekreis) - Friesdorf (zu Mansfeld, Landkreis Mansfeld-Südharz) - Frohe Zukunft (zu kreisfreie Stadt Halle (Saale)) - Frohse (zu Schönebeck/Elbe) - Frößnitz (zu Petersberg, Saalekreis) |

## G
| - Gadegast (zu Zahna-Elster, Landkreis Wittenberg) - Gaditz (zu Kemberg, Landkreis Wittenberg) - Gagel (zu Altmärkische Höhe) - Gahrendorf (zu Köthen (Anhalt), Landkreis Anhalt-Bitterfeld) - Gallin (zu Zahna-Elster, Landkreis Wittenberg) - Gänsefurth (zu Hecklingen) - Garitz (zu Zerbst/Anhalt, Landkreis Anhalt-Bitterfeld) - Garlipp (zu Bismark (Altmark), Landkreis Stendal) - Garsena (zu Könnern, Salzlandkreis) - Garz (zu Havelberg) - Gatersleben (zu Seeland) - Gatterstädt (zu Querfurt, Saalekreis) - Gebiet der DR (zu kreisfreie Stadt Halle (Saale)) - Geestgottberg (zu Seehausen/Altmark, Landkreis Stendal) - Gehlsdorf (zu Genthin, Landkreis Jerichower Land) - Gehmen (zu Annaburg, Landkreis Wittenberg) - Gehrden (zu Zerbst/Anhalt, Landkreis Anhalt-Bitterfeld) - Gehrendorf (zu Oebisfelde-Weferlingen, Landkreis Börde) - Gehringsdorf (zu Eilsleben) - Gentha (zu Jessen/Elster, Landkreis Wittenberg) - Genzien (zu Arendsee/Altmark, Altmarkkreis Salzwedel) - Gerbisbach (zu Jessen/Elster, Landkreis Wittenberg) - Gerbitz (zu Nienburg/Saale) - Gerlebogk (zu Könnern, Salzlandkreis) - Germerslage (zu Iden) - Gernstedt (zu Lanitz-Hassel-Tal, Burgenlandkreis) - Gersdorf (zu Niedere Börde) - Gersdorfer Burg (zu Quedlinburg) - Gerstewitz (zu Lützen, Burgenlandkreis) - Gerwisch (zu Biederitz) - Gestien (zu Arendsee/Altmark, Altmarkkreis Salzwedel) - Gesundbrunnen (zu kreisfreie Stadt Halle (Saale)) - Gethlingen (zu Hohenberg-Krusemark) - Geusa (zu Merseburg, Saalekreis) - Geußnitz (zu Zeitz, Burgenlandkreis) - Gewerbegebiet Neustadt (zu kreisfreie Stadt Halle (Saale)) - Gewerbegebiet Nord (zu Kreisfreie Stadt Magdeburg, Landeshauptstadt) - Giebelroth (zu Gutenborn, Burgenlandkreis) - Giebichenstein (zu kreisfreie Stadt Halle (Saale)) - Gieckau (zu Wettau, Burgenlandkreis) - Gielsdorf (zu Zahna-Elster, Landkreis Wittenberg) - Giesenslage (zu Werben/Elbe, Landkreis Stendal) - Gieseritz (zu Wallstawe, Altmarkkreis Salzwedel) - Gimritz (zu Wettin-Löbejün, Saalekreis) - Gladau (zu Genthin, Landkreis Jerichower Land) - Gladdenstedt (zu Jübar, Altmarkkreis Salzwedel) - Gladigau (zu Osterburg/Altmark, Landkreis Stendal) - Gladitz (zu Kretzschau, Burgenlandkreis) - Glauzig (zu Südliches Anhalt, Landkreis Anhalt-Bitterfeld) - Glebitzsch (zu Sandersdorf-Brehna, Landkreis Anhalt-Bitterfeld) - Gleina (zu Elsteraue, Burgenlandkreis) - Glienicke (zu Möckern, Landkreis Jerichower Land) - Glinde (zu Barby) - Glindenberg (zu Wolmirstedt) - Glöbig (zu Kemberg, Landkreis Wittenberg) - Glöthe (zu Staßfurt, Salzlandkreis) - Glücksburg (zu Jessen/Elster, Landkreis Wittenberg) - Glüsig (zu Hohe Börde, Landkreis Börde) - Gnadau (zu Barby) - Gnetsch (zu Südliches Anhalt, Landkreis Anhalt-Bitterfeld) - Gniest (zu Kemberg, Landkreis Wittenberg) - Gnölbitz (zu Alsleben/Saale) - Göbel (zu Möckern, Landkreis Jerichower Land) - Göbitz (zu Elsteraue, Burgenlandkreis) - Göddeckenrode (zu Osterwieck, Landkreis Harz) - Goddula (zu Bad Dürrenberg, Saalekreis) - Gödewitz (zu Salzatal, Saalekreis) - Gödnitz (zu Zerbst/Anhalt, Landkreis Anhalt-Bitterfeld) - Göhlitzsch (zu Leuna, Saalekreis) - Gohrau (zu Oranienbaum-Wörlitz) - Gohre (zu Stendal, Landkreis Stendal) - Golben (zu Gutenborn, Burgenlandkreis) - Golbitz (zu Könnern, Salzlandkreis) - Goldschau (zu Osterfeld, Burgenlandkreis) - Gollbogen (zu Zerbst/Anhalt, Landkreis Anhalt-Bitterfeld) - Gollensdorf (zu Zehrental) - Gollma (zu Landsberg, Saalekreis) - Goltewitz (zu Oranienbaum-Wörlitz) - Golzen (zu Bad Bibra, Burgenlandkreis) - Gommlo (zu Kemberg, Landkreis Wittenberg) - Gonna (zu Sangerhausen, Landkreis Mansfeld-Südharz) - Görbitz (zu Wettin-Löbejün, Saalekreis) - Gorenzen (zu Mansfeld, Landkreis Mansfeld-Südharz) - Göritz (zu Coswig (Anhalt)) - Görschen (zu Mertendorf, Burgenlandkreis) - Gorsdorf (zu Jessen/Elster, Landkreis Wittenberg) - Gorsleben (zu Salzatal, Saalekreis) - Görzig (zu Südliches Anhalt, Landkreis Anhalt-Bitterfeld) - Gossa (zu Muldestausee, Landkreis Anhalt-Bitterfeld) - Gößnitz (zu An der Poststraße, Burgenlandkreis) - Goßra (zu Wetterzeube, Burgenlandkreis) - Gostau (zu Lützen, Burgenlandkreis) - Göthewitz (zu Lützen, Burgenlandkreis) - Gottenz (zu Gröbers, Kabelsketal) | - Gottfried-Keller-Siedlung (zu kreisfreie Stadt Halle (Saale)) - Göttnitz (zu Zörbig, Landkreis Anhalt-Bitterfeld) - Grabo (zu Jessen/Elster, Landkreis Wittenberg) - Grabo (zu Wittenberg, Landkreis Wittenberg) - Grabow (zu Möckern, Landkreis Jerichower Land) - Gramsdorf (zu Nienburg/Saale) - Grana (zu Kretzschau, Burgenlandkreis) - Granschütz (zu Hohenmölsen, Burgenlandkreis) - Grassau (zu Bismark (Altmark), Landkreis Stendal) - Grauingen (zu Calvörde, Landkreis Börde) - Grävenitz (zu Bismark (Altmark), Landkreis Stendal) - Greifenhagen (zu Arnstein, Landkreis Mansfeld-Südharz) - Greppin (zu Bitterfeld-Wolfen, Landkreis Anhalt-Bitterfeld) - Grieben (zu Tangerhütte, Landkreis Stendal) - Griebo (zu Wittenberg, Landkreis Wittenberg) - Griesen (zu Oranienbaum-Wörlitz) - Grillenberg (zu Sangerhausen, Landkreis Mansfeld-Südharz) - Grimme (zu Zerbst/Anhalt, Landkreis Anhalt-Bitterfeld) - Grimschleben (zu Nienburg/Saale) - Gröben (zu Teuchern, Burgenlandkreis) - Gröbern (zu Muldestausee, Landkreis Anhalt-Bitterfeld) - Gröbers (zu Kabelsketal, Saalekreis) - Gröbitz (zu Teuchern, Burgenlandkreis) - Grobleben (zu Tangermünde, Landkreis Stendal) - Gröbzig (zu Südliches Anhalt, Landkreis Anhalt-Bitterfeld) - Grochewitz (zu Coswig (Anhalt)) - Grockstädt (zu Querfurt, Saalekreis) - Gröna (zu Bernburg/Saale) - Groppendorf (zu Erxleben) - Groß Ammensleben (zu Niedere Börde) - Groß Bartensleben (zu Seehausen/Altmark, Landkreis Stendal) - Groß Bierstedt (zu Rohrberg/Altmark, Altmarkkreis Salzwedel) - Groß Börnecke (Hecklingen) - Groß Chüden (zu Salzwedel, Altmarkkreis Salzwedel) - Groß Ellingen (zu Hohenberg-Krusemark) - Groß Garz (zu Zehrental) - Groß Germersleben (zu Oschersleben/Bode) - Groß Gerstedt (zu Salzwedel, Altmarkkreis Salzwedel) - Groß Gischau (zu Beetzendorf, Altmarkkreis Salzwedel) - Groß Grabenstedt (zu Salzwedel, Altmarkkreis Salzwedel) - Groß Naundorf (zu Annaburg, Landkreis Wittenberg) - Groß Rodensleben (zu Wanzleben-Börde, Landkreis Börde) - Groß Rosenburg (zu Barby) - Groß Santersdorf (zu Hohe Börde, Landkreis Börde) - Groß Schierstedt (zu Aschersleben) - Groß Schwarzlosen (zu Tangerhütte, Landkreis Stendal) - Groß Schwechten (zu Stendal, Landkreis Stendal) - Groß Wieblitz (zu Salzwedel, Altmarkkreis Salzwedel) - Großalsleben (zu Gröningen) - Großbadegast (zu Südliches Anhalt, Landkreis Anhalt-Bitterfeld) - Großdemsin (zu Jerichow, Landkreis Jerichower Land) - Großer Silberberg (zu Kreisfreie Stadt Magdeburg, Landeshauptstadt) - Großgestewitz (zu Mertendorf, Burgenlandkreis) - Großgöhren (zu Lützen, Burgenlandkreis) - Großgörschen (zu Lützen, Burgenlandkreis) - Großgräfendorf (zu Bad Lauchstädt, Saalekreis) - Großjena (zu Naumburg/Saale, Burgenlandkreis) - Großkayna (zu Braunsbedra, Saalekreis) - Großkorbetha (zu Weißenfels, Burgenlandkreis) - Großkorgau (zu Jessen/Elster, Landkreis Wittenberg) - Großkugel (zu Kabelsketal, Saalekreis) - Großkühnau (zu kreisfreie Stadt Dessau-Roßlau) - Großleinungen (zu Sangerhausen, Landkreis Mansfeld-Südharz) - Großmühlingen (zu Bördeland, Salzlandkreis) - Größnitz (zu Balgstädt, Burgenlandkreis) - Großörner (zu Mansfeld, Landkreis Mansfeld-Südharz) - Großosida (zu Gutenborn, Burgenlandkreis) - Großpaschleben (zu Osternienburger Land, Landkreis Anhalt-Bitterfeld) - Großpörthen (zu Schnaudertal, Burgenlandkreis) - Großwangen (zu Nebra/Unstrut, Burgenlandkreis) - Großwig (zu Bad Schmiedeberg, Landkreis Wittenberg) - Großwilsdorf (zu Naumburg/Saale, Burgenlandkreis) - Großwirschleben (zu Plötzkau) - Großwülknitz (zu Köthen (Anhalt), Landkreis Anhalt-Bitterfeld) - Großwulkow (zu Jerichow, Landkreis Jerichower Land) - Großzöberitz (zu Zörbig, Landkreis Anhalt-Bitterfeld) - Gröst (zu Mücheln, Saalekreis) - Grube Ferdinande (zu Petersberg, Saalekreis) - Grünenwulsch (zu Bismark (Altmark), Landkreis Stendal) - Grünewalde (zu Schönebeck/Elbe) - Grünthal (zu Möckern, Landkreis Jerichower Land) - Gübs (zu Biederitz) - Gunsleben (zu Am Großen Bruch) - Günthersberge (zu Harzgerode, Landkreis Harz) - Günthersdorf (zu Oschersleben/Bode) - Günthersdorf (zu Leuna, Saalekreis) - Güsen (zu Elbe-Parey, Landkreis Jerichower Land) - Güssefeld (zu Kalbe/Milde, Altmarkkreis Salzwedel) - Güssow (zu Jerichow, Landkreis Jerichower Land) - Gutenberg (zu Petersberg, Saalekreis) - Gutenswegen (zu Niedere Börde) - Güterglück (zu Zerbst/Anhalt, Landkreis Anhalt-Bitterfeld) - Gütz (zu Landsberg, Saalekreis) |

## H
| - Haardorf (zu Osterfeld, Burgenlandkreis) - Hackpfüffel (zu Brücken-Hackpfüffel, Landkreis Mansfeld-Südharz) - Hadmersleben (zu Oschersleben/Bode) - Hagen (zu Apenburg-Winterfeld, Altmarkkreis Salzwedel) - Hagen (zu Genthin, Landkreis Jerichower Land) - Hagenau (zu Kalbe/Milde, Altmarkkreis Salzwedel) - Hagendorf (zu Zerbst/Anhalt, Landkreis Anhalt-Bitterfeld) - Haideburg (zu kreisfreie Stadt Dessau-Roßlau) - Hainrode (zu Südharz) - Hakeborn (zu Börde-Hakel) - Hakenstedt (zu Erxleben) - Hamersleben (zu Am Großen Bruch) - Hämerten (zu Tangermünde, Landkreis Stendal) - Hanum (zu Jübar, Altmarkkreis Salzwedel) - Harbke-Autobahn (zu Harbke) - Harkerode (zu Arnstein, Landkreis Mansfeld-Südharz) - Harpe (zu Arendsee/Altmark, Altmarkkreis Salzwedel) - Haselhorst (zu Diesdorf, Altmarkkreis Salzwedel) - Häsewig (zu Rochau) - Hasselburg (zu Flechtingen, Landkreis Börde) - Hasselfelde (zu Oberharz am Brocken, Landkreis Harz) - Hassenhausen (zu Naumburg/Saale, Burgenlandkreis) - Haus Zeitz (zu Könnern, Salzlandkreis) - Hausneindorf (zu Selke-Aue) - Havemark (zu Jerichow, Landkreis Jerichower Land) - Hayda (zu Sangerhausen, Landkreis Mansfeld-Südharz) - Hayn/Harz (zu Südharz) - Haynsburg (zu Wetterzeube, Burgenlandkreis) - Hedersleben (zu Lutherstadt Eisleben, Landkreis Mansfeld-Südharz) - Heeren (zu Stendal, Landkreis Stendal) - Heideloh (zu Sandersdorf-Brehna, Landkreis Anhalt-Bitterfeld) - Heide-Nord/Blumenau (zu kreisfreie Stadt Halle (Saale)) - Heide-Süd (zu kreisfreie Stadt Halle (Saale)) - Heiligenfelde (zu Altmärkische Höhe) - Heiligenkreuz (zu Naumburg/Saale, Burgenlandkreis) - Heiligenthal (zu Gerbstedt, Landkreis Mansfeld-Südharz) - Heimburg (zu Blankenburg (Harz)) - Heinrichsberg (zu Loitsche-Heinrichsberg) - Helfta (zu Lutherstadt Eisleben, Landkreis Mansfeld-Südharz) - Helmsdorf (zu Gerbstedt, Landkreis Mansfeld-Südharz) - Hemsdorf (zu Wanzleben/Börde) - Hemsendorf (zu Jessen/Elster, Landkreis Wittenberg) - Hemstedt (zu Gardelegen, Altmarkkreis Salzwedel) - Henningen (zu Salzwedel, Altmarkkreis Salzwedel) - Hermerode (zu Mansfeld, Landkreis Mansfeld-Südharz) - Hermsdorf (zu Hohe Börde, Landkreis Börde) - Herrengosserstedt (zu An der Poststraße, Burgenlandkreis) - Herrenkrug (zu Kreisfreie Stadt Magdeburg, Landeshauptstadt) - Hessen (zu Osterwieck, Landkreis Harz) - Hestedt (zu Salzwedel, Altmarkkreis Salzwedel) - Heteborn (zu Selke-Aue) - Heuckewalde (zu Guteborn, Burgenlandkreis) - Heudeber (zu Nordharz) - Heynburg (zu Gröningen) - Heyrothsberge (zu Biederitz) - Hilgesdorf (zu Flechtingen, Landkreis Börde) - Hillersleben (zu Westheide) - Hilmsen (zu Wallstawe, Altmarkkreis Salzwedel) - Hindenburg (zu Hohenberg-Krusemark) - Hinsdorf (zu Südliches Anhalt, Landkreis Anhalt-Bitterfeld) - Hirschroda (zu Balgstädt, Burgenlandkreis) - Hobeck (zu Möckern, Landkreis Jerichower Land) - Höddelsen (zu Diesdorf, Altmarkkreis Salzwedel) | - Hödingen (zu Oebisfelde-Weferlingen, Landkreis Börde) - Hohen (zu Petersberg, Saalekreis) - Hohenbellin (zu Jerichow, Landkreis Jerichower Land) - Hohenböddenstedt (zu Diesdorf, Altmarkkreis Salzwedel) - Hohendodeleben (zu Wanzleben-Börde, Landkreis Börde) - Hohendolsleben (zu Dähre, Altmarkkreis Salzwedel) - Hohenedlau (zu Könnern, Salzlandkreis) - Hohenerxleben (zu Staßfurt, Salzlandkreis) - Hohengöhren (zu Schönhausen/Elbe) - Hohengöhren-Damm (zu Schönhausen/Elbe) - Hohengrieben (zu Diesdorf, Altmarkkreis Salzwedel) - Hohenhenningen (zu Klötze, Altmarkkreis Salzwedel) - Hohenkamern (zu Kamern) - Hohenkirchen (zu Schnaudertal, Burgenlandkreis) - Hohenlangenbeck (zu Kuhfelde, Altmarkkreis Salzwedel) - Hohenlepte (zu Zerbst/Anhalt, Landkreis Anhalt-Bitterfeld) - Hohenlochau (zu Gommern) - Hohenlubast (zu Gräfenhainichen) - Hohenseeden (zu Elbe-Parey, Landkreis Jerichower Land) - Hohenthurm (zu Landsberg, Saalekreis) - Hohentramm (zu Beetzendorf, Altmarkkreis Salzwedel) - Hohenwarsleben (zu Hohe Börde, Landkreis Börde) - Hohenwarthe (zu Möser) - Hohenweiden (zu Schkopau, Saalekreis) - Hohenwulsch (zu Bismark (Altmark), Landkreis Stendal) - Hohenziatz (zu Möckern, Landkreis Jerichower Land) - Hohlstedt (zu Wallhausen (Helme), Landkreis Mansfeld-Südharz) - Hohndorf (zu Lanitz-Hassel-Tal, Burgenlandkreis) - Hohndorf (zu Annaburg, Landkreis Wittenberg) - Hohnsdorf (zu Südliches Anhalt, Landkreis Anhalt-Bitterfeld) - Höhnstedt (zu Salzatal, Saalekreis) - Hohsdorf (zu Köthen (Anhalt), Landkreis Anhalt-Bitterfeld) - Holdenstedt (zu Allstedt, Landkreis Mansfeld-Südharz) - Holleben (zu Teutschenthal, Saalekreis) - Hollsteitz (zu Kretzschau, Burgenlandkreis) - Holzdorf (zu Jessen/Elster, Landkreis Wittenberg) - Holzhaus (zu Genthin, Landkreis Jerichower Land) - Holzhausen (zu Dähre, Altmarkkreis Salzwedel) - Holzhausen (zu Bismark (Altmark), Landkreis Stendal) - Holzweißig (zu Bitterfeld-Wolfen, Landkreis Anhalt-Bitterfeld) - Holzzelle (zu Seegebiet Mansfelder Land, Landkreis Mansfeld-Südharz) - Hopfengarten (zu Kreisfreie Stadt Magdeburg, Landeshauptstadt) - Hoppenstedt (zu Osterwieck, Landkreis Harz) - Horburg-Maßlau (zu Leuna, Saalekreis) - Hordorf (zu Oschersleben/Bode) - Horla (zu Sangerhausen, Landkreis Mansfeld-Südharz) - Hornburg (zu Seegebiet Mansfelder Land, Landkreis Mansfeld-Südharz) - Hornhausen (zu Oschersleben/Bode) - Hörsingen (zu Oebisfelde-Weferlingen, Landkreis Börde) - Horstdorf (zu Oranienbaum-Wörlitz) - Hottendorf (zu Gardelegen, Altmarkkreis Salzwedel) - Höwisch (zu Arendsee/Altmark, Altmarkkreis Salzwedel) - Hoyersburg (zu Salzwedel, Altmarkkreis Salzwedel) - Hoyersdorf (zu Raguhn-Jeßnitz) - Hoym (zu Seeland) - Hübitz (zu Gerbstedt, Landkreis Mansfeld-Südharz) - Hundeluft (zu Coswig (Anhalt)) - Hundisburg (zu Haldensleben, Landkreis Börde) - Hüselitz (zu Tangerhütte, Landkreis Stendal) - Hüttenrode (zu Blankenburg (Harz)) - Hüttermühle (zu Genthin, Landkreis Jerichower Land) - Huy-Neinstedt (zu Huy, Landkreis Harz) |

## I
| - Ihleburg (zu Burg) - Ihlewitz (zu Gerbstedt, Landkreis Mansfeld-Südharz) - Ilbersdorf (zu Könnern, Salzlandkreis) - Immekath (zu Klötze, Altmarkkreis Salzwedel) - Industriegebiet Nord (zu kreisfreie Stadt Halle (Saale)) - Industriehafen (zu Kreisfreie Stadt Magdeburg, Landeshauptstadt) - Innerstädtischer Bereich Mitte (zu kreisfreie Stadt Dessau-Roßlau) - Innerstädtischer Bereich Nord (zu kreisfreie Stadt Dessau-Roßlau) | - Innerstädtischer Bereich Süd (zu kreisfreie Stadt Dessau-Roßlau) - Insel (zu Stendal, Landkreis Stendal) - Ipse (zu Gardelegen, Altmarkkreis Salzwedel) - Irxleben (zu Hohe Börde, Landkreis Börde) - Iserbegka (zu Zahna-Elster, Landkreis Wittenberg) - Isterbies (zu Möckern, Landkreis Jerichower Land) - Ivenrode (zu Altenhausen) |

## J
| - Jahmo (zu Wittenberg, Landkreis Wittenberg) - Jahrstedt (zu Klötze, Altmarkkreis Salzwedel) - Jakobsberg (zu Oschersleben/Bode) - Jakobsberg Siedlung (zu Oschersleben/Bode) - Janisroda (zu Naumburg/Saale, Burgenlandkreis) - Jarchau (zu Stendal, Landkreis Stendal) - Jävenitz (zu Gardelegen, Altmarkkreis Salzwedel) - Jeber-Bergfrieden (zu Coswig (Anhalt)) - Jederitz (zu Havelberg) - Jeebel (zu Salzwedel, Altmarkkreis Salzwedel) - Jeeben (zu Beetzendorf, Altmarkkreis Salzwedel) - Jeetze (zu Kalbe/Milde, Altmarkkreis Salzwedel) - Jeggau (zu Gardelegen, Altmarkkreis Salzwedel) | - Jeggel (zu Zehren) - Jeggeleben (zu Kalbe/Milde, Altmarkkreis Salzwedel) - Jemmeritz (zu Kalbe/Milde, Altmarkkreis Salzwedel) - Jerchel (zu Gardelegen, Altmarkkreis Salzwedel) - Jerchel (zu Tangerhütte, Landkreis Stendal) - Jersleben (zu Niedere Börde) - Jesar (zu Nienburg/Saale) - Jeseritz (zu Gardelegen, Altmarkkreis Salzwedel) - Jeßnitz/Anhalt (zu Raguhn-Jeßnitz) - Johannashall (zu Salzatal, Saalekreis) - Jüdenberg (zu Gräfenhainichen) - Jüdendorf (zu Steigra, Saalekreis) - Jütrichau (zu Zerbst/Anhalt, Landkreis Anhalt-Bitterfeld) |

## K
| - Kabelitz (zu Wust-Fischbeck, Landkreis Stendal) - Käcklitz (zu Beetzendorf, Altmarkkreis Salzwedel) - Kade (zu Jerichow, Landkreis Jerichower Land) - Kader Schleuse (zu Jerichow, Landkreis Jerichower Land) - Kadischen (zu Elsteraue, Burgenlandkreis) - Kahlwinkel (zu Finneland, Burgenlandkreis) - Kähnert (zu Möckern, Landkreis Jerichower Land) - Kahnstieg (zu Gardelegen, Altmarkkreis Salzwedel) - Kahrstedt (zu Kalbe/Milde, Altmarkkreis Salzwedel) - Kaja (zu Lützen, Burgenlandkreis) - Kakau (zu Oranienbaum-Wörlitz) - Kakerbeck (zu Kalbe/Milde, Altmarkkreis Salzwedel) - Kalbitz (zu Bad Bibra, Burgenlandkreis) - Kalitz (zu Möckern, Landkreis Jerichower Land) - Kaltenmark (zu Petersberg, Saalekreis) - Kalzendorf (zu Steigra, Saalekreis) - Kämeritz (zu Zerbst/Anhalt, Landkreis Anhalt-Bitterfeld) - Kampf (zu Möckern, Landkreis Jerichower Land) - Kanena/Bruckdorf (zu kreisfreie Stadt Halle (Saale)) - Kannenberg (zu Iden) - Kannenstieg (zu Kreisfreie Stadt Magdeburg, Landeshauptstadt) - Kapen (zu Oranienbaum-Wörlitz) - Karith (zu Gommern) - Karlsfeld (zu Wittenberg, Landkreis Wittenberg) - Karow (zu Jerichow, Landkreis Jerichower Land) - Karritz (zu Kalbe/Milde, Altmarkkreis Salzwedel) - Kassieck (zu Gardelegen, Altmarkkreis Salzwedel) - Kassuhn (zu Arendsee/Altmark, Altmarkkreis Salzwedel) - Katerdobersdorf (zu Wetterzeube, Burgenlandkreis) - Katharinenrieth (zu Allstedt, Landkreis Mansfeld-Südharz) - Käthen (zu Bismark (Altmark), Landkreis Stendal) - Kathendorf (zu Oebisfelde-Weferlingen, Landkreis Börde) - Kauern (zu Bad Dürrenberg, Saalekreis) - Kaulitz (zu Arendsee/Altmark, Altmarkkreis Salzwedel) - Kauzleben (zu Hötensleben, Landkreis Börde) - Kayna (zu Zeitz, Burgenlandkreis) - Kaynsberg (zu Osterfeld, Burgenlandkreis) - Kehnert (zu Tangerhütte, Landkreis Stendal) - Kemnitz (zu Salzwedel, Altmarkkreis Salzwedel) - Kerchau (zu Zerbst/Anhalt, Landkreis Anhalt-Bitterfeld) - Kerkau (zu Arendsee/Altmark, Altmarkkreis Salzwedel) - Kerkuhn (zu Arendsee/Altmark, Altmarkkreis Salzwedel) - Kermen (zu Zerbst/Anhalt, Landkreis Anhalt-Bitterfeld) - Kerzendorf (zu Wittenberg, Landkreis Wittenberg) - Keutschen (zu Hohenmölsen, Burgenlandkreis) - Kirchedlau (zu Könnern, Salzlandkreis) - Kirchfährendorf (zu Bad Dürrenberg, Saalekreis) - Kirchscheidungen (zu Laucha/Unstrut, Burgenlandkreis) - Kirchsteitz (zu Kretzschau, Burgenlandkreis) - Kistritz (zu Teuchern, Burgenlandkreis) - Kläden (zu Arendsee/Altmark, Altmarkkreis Salzwedel) - Kläden (zu Bismark (Altmark), Landkreis Stendal) - Klebitz (zu Zahna-Elster, Landkreis Wittenberg) - Klein Ammensleben (zu Niedere Börde) - Klein Apenburg (zu Apenburg-Winterfeld, Altmarkkreis Salzwedel) - Klein Ballerstedt (zu Ostermark/Altmark) - Klein Bartensleben (zu Erxleben) - Klein Bierstedt (zu Rohrberg/Altmark, Altmarkkreis Salzwedel) - Klein Chüden (zu Salzwedel, Altmarkkreis Salzwedel) - Klein Damerow (zu Havelberg) - Klein Ellingen (zu Hohenberg-Krusemark) - Klein Engersen (zu Kalbe/Milde, Altmarkkreis Salzwedel) - Klein Gartz (zu Salzwedel, Altmarkkreis Salzwedel) - Klein Germersleben (zu Wanzleben-Börde, Landkreis Börde) - Klein Gerstedt (zu Salzwedel, Altmarkkreis Salzwedel) - Klein Gischau (zu Beetzendorf, Altmarkkreis Salzwedel) - Klein Grabenstedt (zu Salzwedel, Altmarkkreis Salzwedel) - Klein Hindenburg (zu Hohenberg-Krusemark) - Klein Lübars (zu Möckern, Landkreis Jerichower Land) - Klein Mangelsdorf (zu Jerichow, Landkreis Jerichower Land) - Klein Möringen (zu Stendal, Landkreis Stendal) - Klein Oschersleben (zu Oschersleben/Bode) - Klein Quenstedt (zu Halberstadt, Landkreis Harz) - Klein Rodensleben (zu Wanzelben-Börde) - Klein Schierstedt (zu Aschersleben) - Klein Schwarzlosen (zu Tangerhütte, Landkreis Stendal) - Klein Schwechten (zu Rochau) - Klein Wieblitz (zu Salzwedel, Altmarkkreis Salzwedel) - Kleinalsleben (zu Oschersleben/Bode) - Kleinau (zu Arendsee/Altmark, Altmarkkreis Salzwedel) - Kleinbadegast (zu Südliches Anhalt, Landkreis Anhalt-Bitterfeld) - Kleindemsin (zu Jerichow, Landkreis Jerichower Land) - Kleindröben (zu Jessen/Elster, Landkreis Wittenberg) - Kleineichstädt (zu Querfurt, Saalekreis) - Kleingestewitz (zu Molauer Land, Burgenlandkreis) - Kleingöhren (zu Lützen, Burgenlandkreis) - Kleingörschen (zu Lützen, Burgenlandkreis) - Kleinhelmsdorf (zu Osterfeld, Burgenlandkreis) - Kleinheringen (zu Naumburg/Saale, Burgenlandkreis) - Kleinjena (zu Naumburg/Saale, Burgenlandkreis) - Kleinkorbetha (zu Weißenfels, Burgenlandkreis) - Kleinkorga (zu Jessen/Elster, Landkreis Wittenberg) - Kleinkorgau (zu Bad Schmiedeberg, Landkreis Wittenberg) - Kleinkugel (zu Dölbau, Kabelsketal) - Kleinkühnau (zu kreisfreie Stadt Dessau-Roßlau) - Kleinleinungen (zu Südharz) - Kleinleitzkau (zu Zerbst/Anhalt, Landkreis Anhalt-Bitterfeld) - Kleinmühlingen (zu Bördeland, Salzlandkreis) - Kleinosida (zu Kretzschau, Burgenlandkreis) - Kleinosterhausen (zu Lutherstadt Eisleben, Landkreis Mansfeld-Südharz) - Kleinpaschleben (zu Osternienburger Land, Landkreis Anhalt-Bitterfeld) - Kleinpörthen (zu Schnaudertal, Burgenlandkreis) - Kleinwangen (zu Nebra/Unstrut, Burgenlandkreis) | - Klein-Weißandt (zu Südliches Anhalt, Landkreis Anhalt-Bitterfeld) - Kleinwülknitz (zu Köthen (Anhalt), Landkreis Anhalt-Bitterfeld) - Kleinwulkow (zu Jerichow, Landkreis Jerichower Land) - Kleinwusterwitz (zu Jerichow, Landkreis Jerichower Land) - Kleinzerbst (zu Aken/Elbe) - Kleinzerbst (zu Bad Schmiedeberg, Landkreis Wittenberg) - Kleistau (zu Dähre, Altmarkkreis Salzwedel) - Klepps (zu Möckern, Landkreis Jerichower Land) - Klepzig (zu Landsberg, Saalekreis) - Kleutsch (zu kreisfreie Stadt Dessau-Roßlau) - Klieken (zu Coswig (Anhalt)) - Klietzen (zu Osternienburger Land, Landkreis Anhalt-Bitterfeld) - Klietznick (zu Jerichow, Landkreis Jerichower Land) - Klinke (zu Bismark (Altmark), Landkreis Stendal) - Klinze (zu Oebisfelde-Weferlingen, Landkreis Börde) - Klitzschena (zu Kemberg, Landkreis Wittenberg) - Klobikau (zu Bad Lauchstädt, Saalekreis) - Klöden (zu Jessen/Elster, Landkreis Wittenberg) - Kloschwitz (zu Salzatal, Saalekreis) - Klossa (zu Jessen/Elster, Landkreis Wittenberg) - Kloster Gröningen (zu Gröningen) - Kloster Neuendorf (zu Gardelegen, Altmarkkreis Salzwedel) - Klosterhäseler (zu An der Poststraße, Burgenlandkreis) - Klosterrode (zu Blankenheim, Landkreis Mansfeld-Südharz) - Klüden (zu Calvörde, Landkreis Börde) - Knapendorf (zu Schkopau, Saalekreis) - Kochstedt (zu kreisfreie Stadt Dessau-Roßlau) - Köchstedt (zu Teutschenthal, Saalekreis) - Köckenitzsch (zu Molauer Land, Burgenlandkreis) - Köckern (zu Sandersdorf-Brehna, Landkreis Anhalt-Bitterfeld) - Köckte (zu Gardelegen, Altmarkkreis Salzwedel) - Köckte (zu Tangerhütte, Landkreis Stendal) - Kockwitz (zu Landsberg, Saalekreis) - Köllme (zu Salzatal, Saalekreis) - Kolonie (zu Annaburg, Landkreis Wittenberg) - Kölzen (zu Lützen, Burgenlandkreis) - Könderitz (zu Elsteraue, Burgenlandkreis) - Königerode (zu Harzgerode, Landkreis Harz) - Königsborn (zu Biederitz) - Königshütte/Harz (zu Oberharz am Brocken, Landkreis Harz) - Königsmark (zu Osterburg/Altmark, Landkreis Stendal) - Königstedt (zu Salzwedel, Altmarkkreis Salzwedel) - Könnigde (zu Bismark (Altmark), Landkreis Stendal) - Köpnick (zu Wittenberg, Landkreis Wittenberg) - Körbelitz (zu Möser) - Korbetha (zu Schkopau, Saalekreis) - Körbin-Alt (zu Bad Schmiedeberg, Landkreis Wittenberg) - Körbin-Neu (zu Bad Schmiedeberg, Landkreis Wittenberg) - Körnitz (zu Südliches Anhalt, Landkreis Anhalt-Bitterfeld) - Kortenbeck (zu Dähre, Altmarkkreis Salzwedel) - Köselitz (zu Coswig (Anhalt)) - Kossebau (zu Altmärkische Höhe) - Kösseln (zu Wettin-Löbejün, Saalekreis) - Kößlitz-Wiedebach (zu Weißenfels, Burgenlandkreis) - Kössuln (zu Teuchern, Burgenlandkreis) - Koßweda (zu Wetterzeube, Burgenlandkreis) - Kostplatz (zu Teuchern, Burgenlandkreis) - Kötschlitz (zu Leuna, Saalekreis) - Kötzschau (zu Leuna, Saalekreis) - Kraatz (zu Arendsee/Altmark, Altmarkkreis Salzwedel) - Krakau (zu Coswig (Anhalt)) - Kraßlau (zu Weißenfels, Burgenlandkreis) - Krauschwitz (zu Teuchern, Burgenlandkreis) - Krawinkel (zu Bad Bibra, Burgenlandkreis) - Kreipitzsch (zu Naumburg/Saale, Burgenlandkreis) - Kreischau (zu Lützen, Burgenlandkreis) - Kreisfeld (zu Hergisdorf, Landkreis Mansfeld-Südharz) - Kremitz (zu Jessen/Elster, Landkreis Wittenberg) - Kremkau (zu Bismark (Altmark), Landkreis Stendal) - Kressow (zu Gommern) - Kreuzhorst (zu Kreisfreie Stadt Magdeburg, Landeshauptstadt) - Krevese (zu Osterburg/Altmark, Landkreis Stendal) - Kreypau (zu Leuna, Saalekreis) - Kricheldorf (zu Salzwedel, Altmarkkreis Salzwedel) - Kriechau (zu Weißenfels, Burgenlandkreis) - Krimmitzschen (zu Elsteraue, Burgenlandkreis) - Krimpe (zu Salzatal, Saalekreis) - Krina (zu Muldestausee, Landkreis Anhalt-Bitterfeld) - Kröllwitz (zu kreisfreie Stadt Halle (Saale)) - Kröllwitz (zu Leuna, Saalekreis) - Kroppental (zu Schönburg) - Kropstädt (zu Wittenberg, Landkreis Wittenberg) - Krosigk (zu Petersberg, Saalekreis) - Krössuln (zu Teuchern, Burgenlandkreis) - Krottorf (zu Gröningen) - Krüden (zu Aland) - Krumke (zu Osterburg/Altmark, Landkreis Stendal) - Krumpa (zu Braunsbedra, Saalekreis) - Krüssau (zu Möckern, Landkreis Jerichower Land) - Kuckenburg (zu Obhausen, Saalekreis) - Kuhberge (zu Zerbst/Anhalt, Landkreis Anhalt-Bitterfeld) - Kuhlhausen (zu Havelberg) - Kuhndorf (zu Guteborn, Burgenlandkreis) - Kühren (zu Aken/Elbe) - Kukulau (zu Naumburg/Saale, Burgenlandkreis) - Külso (zu Zahna-Elster, Landkreis Wittenberg) - Kümmernitz (zu Havelberg) - Kunrau (zu Klötze, Altmarkkreis Salzwedel) - Küsel (zu Möckern, Landkreis Jerichower Land) - Kusey (zu Klötze, Altmarkkreis Salzwedel) - Kustrena (zu Könnern, Salzlandkreis) - Kütten (zu Petersberg, Saalekreis) - Kuxwinkel (zu Jerichow, Landkreis Jerichower Land) |

## L
| - Laatzke (zu Gardelegen, Altmarkkreis Salzwedel) - Labrun (zu Annaburg, Landkreis Wittenberg) - Ladeburg (zu Gommern) - Ladekath (zu Arendsee/Altmark, Altmarkkreis Salzwedel) - Lagendorf (zu Dähre, Altmarkkreis Salzwedel) - Lagnitz (zu Teuchern, Burgenlandkreis) - Lammsdorf (zu Kemberg, Landkreis Wittenberg) - Landgrafroda (zu Querfurt, Saalekreis) - Landhaus (zu Möckern, Landkreis Jerichower Land) - Landrain (zu kreisfreie Stadt Halle (Saale)) - Langeln (zu Nordharz) - Langenapel (zu Salzwedel, Altmarkkreis Salzwedel) - Langenbogen (zu Teutschenthal, Saalekreis) - Langendorf (zu Elsteraue, Burgenlandkreis) - Langendorf (zu Weißenfels, Burgenlandkreis) - Langeneichstädt (zu Mücheln, Saalekreis) - Langensalzwedel (zu Tangermünde, Landkreis Stendal) - Langenstein (zu Halberstadt, Landkreis Harz) - Langenweddingen (zu Sülzetal, Landkreis Börde) - Latdorf (zu Nienburg/Saale) - Lausigk (zu Südliches Anhalt, Landkreis Anhalt-Bitterfeld) - Lebendorf (zu Könnern, Salzlandkreis) - Lebien (zu Annaburg, Landkreis Wittenberg) - Leetza (zu Zahna-Elster, Landkreis Wittenberg) - Leetze (zu Kuhfelde, Altmarkkreis Salzwedel) - Leimbach (zu Querfurt, Saalekreis) - Leina (zu Weißenfels, Burgenlandkreis) - Leipa (zu Jessen/Elster, Landkreis Wittenberg) - Leipziger Straße (zu Kreisfreie Stadt Magdeburg, Landeshauptstadt) - Leislau (zu Molauer Land, Burgenlandkreis) - Leißling (zu Weißenfels, Burgenlandkreis) - Leitzkau (zu Gommern) - Lemsdorf (zu Kreisfreie Stadt Magdeburg, Landeshauptstadt) - Lemsell (zu Flechtingen, Landkreis Börde) - Lengefeld (zu Naumburg/Saale, Burgenlandkreis) - Lengefeld (zu Sangerhausen, Landkreis Mansfeld-Südharz) - Lennewitz (zu Südliches Anhalt, Landkreis Anhalt-Bitterfeld) - Lennewitz (zu Bad Dürrenberg, Saalekreis) - Leppin (zu Arendsee/Altmark, Altmarkkreis Salzwedel) - Leps (zu Zerbst/Anhalt, Landkreis Anhalt-Bitterfeld) - Lettewitz (zu Wettin-Löbejün, Saalekreis) - Letzlingen (zu Gardelegen, Altmarkkreis Salzwedel) - Libbesdorf (zu Osternienburger Land, Landkreis Anhalt-Bitterfeld) - Libehna (zu Südliches Anhalt, Landkreis Anhalt-Bitterfeld) - Lichterfelde (zu Altmärkische Wische) - Liedersdorf (zu Allstedt, Landkreis Mansfeld-Südharz) - Liederstädt (zu Querfurt, Saalekreis) - Lieskau (zu Salzatal, Saalekreis) - Liesten (zu Salzwedel, Altmarkkreis Salzwedel) - Lietzo (zu Zerbst/Anhalt, Landkreis Anhalt-Bitterfeld) - Linda/Elster (zu Jessen/Elster, Landkreis Wittenberg) - Lindau (zu Zerbst/Anhalt, Landkreis Anhalt-Bitterfeld) - Lindenberg (zu Zeitz, Burgenlandkreis) - Lindenberg (zu Zehrental) - Lindenthal (zu Gardelegen, Altmarkkreis Salzwedel) - Lindhof (zu Diesdorf, Altmarkkreis Salzwedel) - Lindhorst (zu Colbitz) - Lindstedt (zu Gardelegen, Altmarkkreis Salzwedel) | - Lindstedterhorst (zu Gardelegen, Altmarkkreis Salzwedel) - Lindtorf (zu Eichstedt (Altmark), Landkreis Stendal) - Lindwerder (zu Jessen/Elster, Landkreis Wittenberg) - Lingenau (zu Raguhn-Jeßnitz) - Lißdorf (zu Eckartsberga, Burgenlandkreis) - Listerfehrda (zu Zahna-Elster, Landkreis Wittenberg) - Lobas (zu Zeitz, Burgenlandkreis) - Löbejün (zu Wettin-Löbejün, Saalekreis) - Löben (zu Annaburg, Landkreis Wittenberg) - Löberitz (zu Zörbig, Landkreis Anhalt-Bitterfeld) - Löbersdorf (zu Zörbig, Landkreis Anhalt-Bitterfeld) - Löbitz (zu Mertendorf, Burgenlandkreis) - Löbitzsch (zu Weißenfels, Burgenlandkreis) - Löbnitz/Bode (zu Staßfurt, Salzlandkreis) - Löbnitz an der Linde (zu Köthen (Anhalt), Landkreis Anhalt-Bitterfeld) - Loburg (zu Möckern, Landkreis Jerichower Land) - Lochau (zu Schkopau, Saalekreis) - Locherau (zu Südliches Anhalt, Landkreis Anhalt-Bitterfeld) - Lochwitz (zu Gerbstedt, Landkreis Mansfeld-Südharz) - Lockstedt (zu Klötze, Altmarkkreis Salzwedel) - Lockstedt (zu Oebisfelde-Weferlingen, Landkreis Börde) - Lödderitz (zu Barby) - Löderburg (zu Staßfurt, Salzlandkreis) - Lodersleben (zu Querfurt, Saalekreis) - Lohne (zu Arendsee/Altmark, Altmarkkreis Salzwedel) - Lohnsdorf (zu Landsberg, Saalekreis) - Loitsch (zu Zeitz, Burgenlandkreis) - Loitsche (zu Loitsche-Heinrichsburg) - Loitzschütz (zu Gutenborn, Burgenlandkreis) - Lonzig (zu Gutenborn, Burgenlandkreis) - Lösau (zu Lützen, Burgenlandkreis) - Losenrade (zu Seehausen/Altmark, Landkreis Stendal) - Lossa (zu Finne, Burgenlandkreis) - Losse (zu Altmärkische Höhe) - Lössewitz (zu Calvörde, Landkreis Börde) - Lostau (zu Möser) - Lotsche (zu Gardelegen, Altmarkkreis Salzwedel) - Lübars (zu Möckern, Landkreis Jerichower Land) - Lubast (zu Kemberg, Landkreis Wittenberg) - Lübbars (zu Arendsee/Altmark, Altmarkkreis Salzwedel) - Lübs (zu Gommern) - Luckenau (zu Zeitz, Burgenlandkreis) - Lückstedt (zu Altmärkische Höhe) - Lüdelsen (zu Jübar, Altmarkkreis Salzwedel) - Lüderitz (zu Tangerhütte, Landkreis Stendal) - Lüffingen (zu Gardelegen, Altmarkkreis Salzwedel) - Lüge (zu Arendsee/Altmark, Altmarkkreis Salzwedel) - Luko (zu Coswig (Anhalt)) - Luppenau (zu Schkopau, Saalekreis) - Luso (zu Zerbst/Anhalt, Landkreis Anhalt-Bitterfeld) - Lust (zu Staßfurt, Salzlandkreis) - Lutherplatz/Thüringer Bahnhof (zu kreisfreie Stadt Halle (Saale)) - Lütnitz (zu Möckern, Landkreis Jerichower Land) - Lüttchendorf (zu Seegebiet Mansfelder Land, Landkreis Mansfeld-Südharz) - Lüttchenseyda (zu Jessen/Elster, Landkreis Wittenberg) - Lüttgenrode (zu Osterwieck, Landkreis Harz) - Lüttgenziatz (zu Möckern, Landkreis Jerichower Land) - Lützkewitz (zu Elsteraue, Burgenlandkreis) |

## M
| - Maasdorf (zu Südliches Anhalt, Landkreis Anhalt-Bitterfeld) - Magdeburgerforth (zu Möckern, Landkreis Jerichower Land) - Mägdesprung (zu Harzgerode, Landkreis Harz) - Mahlen (zu Zeitz, Burgenlandkreis) - Mahlitz (zu Schollene, Landkreis Stendal) - Mahlpfuhl (zu Tangerhütte, Landkreis Stendal) - Mahlsdorf (zu Salzwedel, Altmarkkreis Salzwedel) - Mahlwinkel (zu Angern, Landkreis Börde) - Mahndorf (zu Halberstadt, Landkreis Harz) - Mammendorf (zu Hohe Börde, Landkreis Börde) - Mangelsdorf (zu Jerichow, Landkreis Jerichower Land) - Mannhausen (zu Calvörde, Landkreis Börde) - Mannsdorf (zu Kretzschau, Burgenlandkreis) - Marienborn (zu Sommersdorf, Landkreis Börde) - Marienroda (zu Finneland, Burgenlandkreis) - Marienthal (zu Eckartsberga, Burgenlandkreis) - Mark Friedersdorf (zu Jessen/Elster, Landkreis Wittenberg) - Mark Zwuschen (zu Jessen/Elster, Landkreis Wittenberg) - Markau (zu Dähre, Altmarkkreis Salzwedel) - Marke (zu Raguhn-Jeßnitz, Landkreis Anhalt-Bitterfeld) - Markröhlitz (zu Goseck, Burgenlandkreis) - Markwerben (zu Weißenfels, Burgenlandkreis) - Martinsrieth (zu Wallhausen (Helme), Landkreis Mansfeld-Südharz) - Maschwitz (zu Landsberg, Saalekreis) - Maßnitz (zu Elsteraue, Burgenlandkreis) - Mauken (zu Jessen/Elster, Landkreis Wittenberg) - Maxdorf (zu Salzwedel, Altmarkkreis Salzwedel) - Maxdorf (zu Osternienburger Land, Landkreis Anhalt-Bitterfeld) - Mechau (zu Arendsee/Altmark, Altmarkkreis Salzwedel) - Mehmke (zu Diesdorf, Altmarkkreis Salzwedel) - Mehrin (zu Kalbe/Milde, Altmarkkreis Salzwedel) - Mehringen (zu Aschersleben, Salzlandkreis) - Meilendorf (zu Südliches Anhalt, Landkreis Anhalt-Bitterfeld) - Meinsdorf (zu kreisfreie Stadt Dessau-Roßlau) - Meisberg (zu Hettstedt, Landkreis Mansfeld-Südharz) - Meisdorf (zu Falkenstein/Harz, Landkreis Harz) - Meitzendorf (zu Barleben, Landkreis Börde) - Melkow (zu Wust-Fischbeck, Landkreis Stendal) - Mellin (zu Beetzendorf, Altmarkkreis Salzwedel) - Mellnitz (zu Jessen/Elster, Landkreis Wittenberg) - Meltendorf (zu Zahna-Elster, Landkreis Wittenberg) - Melzwig (zu Kemberg, Landkreis Wittenberg) - Memleben (zu Kaiserpfalz, Burgenlandkreis) - Mennewitz (zu Aken/Elbe) - Menz (zu Gommern) - Merbitz (zu Wettin-Löbejün, Saalekreis) - Merkewitz (zu Petersberg, Saalekreis) - Merkwitz (zu Bad Schmiedeberg, Landkreis Wittenberg) - Merschwitz (zu Bad Schmiedeberg, Landkreis Wittenberg) - Merzien (zu Köthen (Anhalt), Landkreis Anhalt-Bitterfeld) - Meseberg (zu Niedere Börde, Landkreis Börde) - Meseberg (zu Osterburg (Altmark), Landkreis Stendal) - Meßdorf (zu Bismark (Altmark), Landkreis Stendal) - Meuchen (zu Lützen, Burgenlandkreis) - Meuro (zu Bad Schmiedeberg, Landkreis Wittenberg) - Meuschau (zu Merseburg, Saalekreis) - Meuselko (zu Annaburg, Landkreis Wittenberg) - Meyendorf (zu Wanzleben-Börde, Landkreis Börde) - Meyhen (zu Naumburg/Saale, Burgenlandkreis) | - Micheln (zu Osternienburger Land, Landkreis Anhalt-Bitterfeld) - Michlitz (zu Lützen, Burgenlandkreis) - Mieste (zu Gardelegen, Altmarkkreis Salzwedel) - Miesterhorst (zu Gardelegen, Altmarkkreis Salzwedel) - Mildensee (zu kreisfreie Stadt Dessau-Roßlau) - Millingsdorf (zu Eckartsberga, Burgenlandkreis) - Miltern (zu Tangermünde, Landkreis Stendal) - Milzau (zu Bad Lauchstädt, Saalekreis) - Minkwitz (zu Elsteraue, Burgenlandkreis) - Minsleben (zu Wernigerode, Landkreis Harz) - Mitteledlau (zu Könnern, Salzlandkreis) - Mittelhausen (zu Allstedt, Landkreis Mansfeld-Südharz) - Mochau (zu Wittenberg, Landkreis Wittenberg) - Möderau (zu Petersberg, Saalekreis) - Möhlau (zu Gräfenhainichen) - Molau (zu Molauer Land, Burgenlandkreis) - Molitz (zu Arendsee/Altmark, Altmarkkreis Salzwedel) - Molkenberg (zu Schollene, Landkreis Stendal) - Möllenbeck (zu Bismark (Altmark), Landkreis Stendal) - Möllendorf (zu Mansfeld, Landkreis Mansfeld-Südharz) - Möllendorf (zu Goldbeck, Landkreis Stendal) - Möllensdorf (zu Coswig (Anhalt)) - Mollschütz (zu Molauer Land, Burgenlandkreis) - Molmeck (zu Hettstedt, Landkreis Mansfeld-Südharz) - Molmerswende (zu Mansfeld, Landkreis Mansfeld-Südharz) - Molmke (zu Diesdorf, Altmarkkreis Salzwedel) - Mölz (zu Osternienburger Land, Landkreis Anhalt-Bitterfeld) - Mönchenhöfe (zu Jessen/Elster, Landkreis Wittenberg) - Morgenrot (zu Quedlinburg) - Möringen (zu Stendal, Landkreis Stendal) - Moritz (zu Zerbst/Anhalt, Landkreis Anhalt-Bitterfeld) - Morl (zu Petersberg, Saalekreis) - Morsleben (zu Ingersleben) - Morungen (zu Sangerhausen, Landkreis Mansfeld-Südharz) - Morxdorf (zu Jessen/Elster, Landkreis Wittenberg) - Moschwig (zu Bad Schmiedeberg, Landkreis Wittenberg) - Mose (zu Wolmirstedt, Landkreis Börde) - Mösenthin (zu Kalbe/Milde, Altmarkkreis Salzwedel) - Mosigkau (zu kreisfreie Stadt Dessau-Roßlau) - Mößlitz (zu Zörbig, Landkreis Anhalt-Bitterfeld) - Möst (zu Raguhn-Jeßnitz) - Mösthinsdorf (zu Petersberg, Saalekreis) - Mötzlich (zu kreisfreie Stadt Halle (Saale)) - Mücheln, Saalekreis (zu Mücheln, Saalekreis) - Mügeln (zu Jessen/Elster, Landkreis Wittenberg) - Müggenbusch (zu Havelberg, Landkreis Stendal) - Mühlanger (zu Zahna-Elster, Landkreis Wittenberg) - Mühlbeck (zu Muldestausee, Landkreis Anhalt-Bitterfeld) - Mühlsdorf (zu Zerbst/Anhalt, Landkreis Anhalt-Bitterfeld) - Mühlstedt (zu kreisfreie Stadt Dessau-Roßlau) - Mühro (zu Zerbst/Anhalt, Landkreis Anhalt-Bitterfeld) - Mukrena (zu Könnern, Salzlandkreis) - Muldenstein (zu Muldestausee, Landkreis Anhalt-Bitterfeld) - Müllerdorf (zu Salzatal, Saalekreis) - Mulmke (zu Nordharz) - Münchenhof (zu Quedlinburg) - Müncheroda (zu Gleina, Burgenlandkreis) - Muschwitz (zu Lüzzen) - Mützel (zu Genthin, Landkreis Jerichower Land) |

## N
| - Nachterstedt (zu Seeland) - Naderkau (zu Kemberg, Landkreis Wittenberg) - Nahrstedt (zu Stendal) - Näthern (zu Kretzschau, Burgenlandkreis) - Natho (zu kreisfreie Stadt Dessau-Roßlau) - Natterheide (zu Osterburg/Altmark, Landkreis Stendal) - Nauendorf (zu Wettin-Löbejün, Saalekreis) - Naundorf (zu Südliches Anhalt, Landkreis Anhalt-Bitterfeld) - Naundorf (zu Teuchern, Burgenlandkreis) - Naundorf (zu Salzatal, Saalekreis) - Naundorf (zu Dölbau, Kabelsketal) - Naundorf bei Seyda (zu Jessen/Elster, Landkreis Wittenberg) - Nedissen (zu Schnaudertal, Burgenlandkreis) - Nedlitz (zu Zerbst/Anhalt, Landkreis Anhalt-Bitterfeld) - Nedlitz (zu Gommern) - Neehausen (zu Seegebiet Mansfelder Land, Landkreis Mansfeld-Südharz) - Neeken (zu kreisfreie Stadt Dessau-Roßlau) - Nehlitz (zu Petersberg, Saalekreis) - Neidschütz (zu Naumburg/Saale, Burgenlandkreis) - Neindorf (zu Oschersleben/Bode) - Neinstedt (zu Thale) - Nelben (zu Könnern, Salzlandkreis) - Nellschütz (zu Lützen, Burgenlandkreis) - Nempitz (zu Bad Dürrenberg, Saalekreis) - Nesenitz (zu Klötze, Altmarkkreis Salzwedel) - Nettgau (zu Jübar, Altmarkkreis Salzwedel) - Neu Königsaue (zu Aschersleben) - Neu Külzau (zu Möser) - Neu Olvenstedt (zu Kreisfreie Stadt Magdeburg, Landeshauptstadt) - Neu Staßfurt (zu Staßfurt, Salzlandkreis) - Neu Ummendorf (zu Ummendorf) - Neubau (zu Hötensleben, Landkreis Börde) - Neubiendorf (zu Mücheln, Saalekreis) - Neubrandsleben (zu Oschersleben/Bode) - Neubuchholz (zu Jerichow, Landkreis Jerichower Land) - Neuderben (zu Elbe-Parey, Landkreis Jerichower Land) - Neudorf (zu Harzgerode, Landkreis Harz) - Neue Neustadt (zu Kreisfreie Stadt Magdeburg, Landeshauptstadt) - Neuekrug (zu Diesdorf, Altmarkkreis Salzwedel) - Neuendorf (zu Klötze, Altmarkkreis Salzwedel) - Neuendorf am Damm (zu Kalbe/Milde, Altmarkkreis Salzwedel) - Neuendorf am Speck (zu Stendal) - Neuenhofe (zu Westheide) - Neuenklitsche (zu Jerichow, Landkreis Jerichower Land) - Neuermark-Lübars (zu Kietz) - Neuerstadt (zu Jessen/Elster, Landkreis Wittenberg) - Neuferchau (zu Klötze, Altmarkkreis Salzwedel) - Neuflemmingen (zu Naumburg/Saale, Burgenlandkreis) | - Neugattersleben (zu Nienburg/Saale) - Neuanisroda (zu Naumburg/Saale, Burgenlandkreis) - Neukamern (zu Kamern) - Neukirchen/Altmark (zu Altmärkische Höhe) - Neulingen (zu Arendsee (Altmark), Landkreis Stendal) - Neumark-Nord (zu Braunsbedra, Saalekreis) - Neumühle (zu Beetzendorf, Altmarkkreis Salzwedel) - Neundorf/Anhalt (zu Staßfurt, Salzlandkreis) - Neuplatendorf (zu Falkenstein/Harz) - Neuragoczy (zu Salzatal, Saalekreis) - Neuredekin (zu Jerichow, Landkreis Jerichower Land) - Neu-Ristedt (zu Klötze, Altmarkkreis Salzwedel) - Neu-Schollene (zu Schollene) - Neustädter Feld (zu Kreisfreie Stadt Magdeburg, Landeshauptstadt) - Neustädter See (zu Kreisfreie Stadt Magdeburg, Landeshauptstadt) - Neutz (zu Wettin-Löbejün, Saalekreis) - Neuwartensleben (zu Schollene) - Neuwegersleben (zu Am großen Bruch) - Neuweidenbach (zu Obhausen, Saalekreis) - Niederholzhausen (zu Eckartsberga, Burgenlandkreis) - Niederlepte (zu Zerbst/Anhalt, Landkreis Anhalt-Bitterfeld) - Niedermöllern (zu Lanitz-Hassel-Tal, Burgenlandkreis) - Niederndodeleben (zu Hohe Börde, Landkreis Börde) - Niederröblingen/Helme (zu Allstedt, Landkreis Mansfeld-Südharz) - Niederschmon (zu Querfurt, Saalekreis) - Niegripp (zu Burg) - Nielebock (zu Jerichow, Landkreis Jerichower Land) - Niemberg (zu Landsberg, Saalekreis) - Niendorf (zu Oebisfelde-Weferlingen, Landkreis Börde) - Nienhagen (zu Schwanebeck) - Nienstedt (zu Allstedt, Landkreis Mansfeld-Südharz) - Niephagen (zu Salzwedel, Altmarkkreis Salzwedel) - Nieps (zu Rohrberg/Altmark, Altmarkkreis Salzwedel) - Nierow (zu Schollene) - Niesau (zu Raguhn-Jeßnitz) - Nietleben (zu kreisfreie Stadt Halle (Saale)) - Nipkendey (zu Wallstawe, Altmarkkreis Salzwedel) - Nißma (zu Elsteraue, Burgenlandkreis) - Nißmitz (zu Freyburg/Unstrut, Burgenlandkreis) - Nitzow (zu Havelberg) - Nöbeditz (zu Stößen, Burgenlandkreis) - Nonnewitz (zu Zeitz, Burgenlandkreis) - Nordgermersleben (zu Hohe Börde, Landkreis Börde) - Nördliche Innenstadt (zu kreisfreie Stadt Halle (Saale)) - Nördliche Neustadt (zu kreisfreie Stadt Halle (Saale)) - Nordwest (zu Kreisfreie Stadt Magdeburg, Landeshauptstadt) - Nudersdorf (zu Wittenberg, Landkreis Wittenberg) - Nutha (zu Zerbst/Anhalt, Landkreis Anhalt-Bitterfeld) |

## O
| - Obergreißlau (zu Weißenfels, Burgenlandkreis) - Oberkaka (zu Meineweh, Burgenlandkreis) - Obermöllern (zu Lanitz-Hassel-Tal, Burgenlandkreis) - Obernessa (zu Teuchern, Burgenlandkreis) - Oberrißdorf (zu Lutherstadt Eisleben, Landkreis Mansfeld-Südharz) - Oberröblingen (zu Sangerhausen, Landkreis Mansfeld-Südharz) - Oberschmon (zu Querfurt, Saalekreis) - Oberschwöditz (zu Teuchern, Burgenlandkreis) - Obersdorf (zu Sangerhausen, Landkreis Mansfeld-Südharz) - Obersiedel (zu Wetterzeube, Burgenlandkreis) - Oberwerschen (zu Hohenmölsen, Burgenlandkreis) - Obschütz (zu Weißenfels, Burgenlandkreis) - Ochtmersleben (zu Hohe Börde, Landkreis Börde) - Ockendorf (zu Leuna, Saalekreis) - Oebisfelde (zu Oebisfelde-Weferlingen, Landkreis Börde) - Oebles-Schlechtewitz (zu Bad Dürrenberg, Saalekreis) - Oechlitz (zu Mücheln, Saalekreis) - Oeglitzsch (zu Lützen, Burgenlandkreis) - Oelsen (zu Elsteraue, Burgenlandkreis) - Oeste (zu Gerbstedt, Landkreis Mansfeld-Südharz) - Ogkeln (zu Bad Schmiedeberg, Landkreis Wittenberg) - Ohrsleben (zu Hötensleben, Landkreis Börde) - Opperode (zu Ballenstedt, Landkreis Harz) - Oppin (zu Landsberg, Saalekreis) - Oranienbaum (zu Oranienbaum-Wörlitz) | - Orpensdorf (zu Osterburg/Altmark, Landkreis Stendal) - Ortslage Ammendorf/Beesen (zu kreisfreie Stadt Halle (Saale)) - Ortslage Lettin (zu kreisfreie Stadt Halle (Saale)) - Ortslage Trotha (zu kreisfreie Stadt Halle (Saale)) - Osmarsleben (zu Güsten, Salzlandkreis) - Osmünde (zu Gröbers, Kabelsketal) - Ossig (zu Gutenborn, Burgenlandkreis) - Osterhausen (zu Lutherstadt Eisleben, Landkreis Mansfeld-Südharz) - Osterholz (zu Hohenberg-Krusemark) - Österitz (zu Bad Schmiedeberg, Landkreis Wittenberg) - Osternienburg (zu Osternienburger Land, Landkreis Anhalt-Bitterfeld) - Osterode am Fallstein (zu Osterwieck, Landkreis Harz) - Osterweddingen (zu Sülzetal, Landkreis Börde) - Osterwohle (zu Salzwedel, Altmarkkreis Salzwedel) - Ostingersleben (zu Ingersleben) - Ostorf (zu Seehausen/Altmark, Landkreis Stendal) - Ostrau (zu Elsteraue, Burgenlandkreis) - Ostrau (zu Bad Dürrenberg, Saalekreis) - Ostrau (zu Petersberg, Saalekreis) - Othal (zu Allstedt, Landkreis Mansfeld-Südharz) - Ottersburg (zu Tangerhütte, Landkreis Stendal) - Ottersleben (zu Kreisfreie Stadt Magdeburg, Landeshauptstadt) - Ottleben (zu Ausleben) - Ovelgünne (zu Eilsleben) |

## P
| - Pabsdorf (zu Möckern, Landkreis Jerichower Land) - Pabstorf (zu Huy, Landkreis Harz) - Packebusch (zu Kalbe/Milde, Altmarkkreis Salzwedel) - Pakendorf (zu Zerbst/Anhalt, Landkreis Anhalt-Bitterfeld) - Pannigkau (zu Kemberg, Landkreis Wittenberg) - Pansfelde (zu Falkenstein/Harz) - Paplitz (zu Genthin, Landkreis Jerichower Land) - Parchau (zu Burg) - Parchen (zu Genthin, Landkreis Jerichower Land) - Parey (zu Elbe-Parey, Landkreis Jerichower Land) - Parleib (zu Gardelegen, Altmarkkreis Salzwedel) - Paßbruch (zu Sangerhausen, Landkreis Mansfeld-Südharz) - Patzschwig (zu Bad Schmiedeberg, Landkreis Wittenberg) - Paulusviertel (zu kreisfreie Stadt Halle (Saale)) - Pauscha (zu Mertendorf, Burgenlandkreis) - Pechau (zu Kreisfreie Stadt Magdeburg, Landeshauptstadt) - Peckensen (zu Diesdorf, Altmarkkreis Salzwedel) - Peckfitz (zu Gardelegen, Altmarkkreis Salzwedel) - Peertz (zu Beetzendorf, Altmarkkreis Salzwedel) - Peißen (zu Landsberg, Saalekreis) - Peißen (zu Bernburg) - Peseckendorf (zu Oschersleben/Bode) - Petersdorf (zu Landsberg, Saalekreis) - Petersmark (zu Goldbeck) - Petersroda (zu Sandersdorf-Brehna, Landkreis Anhalt-Bitterfeld) - Pettstädt (zu Weißenfels, Burgenlandkreis) - Peulingen (zu Stendal, Landkreis Stendal) - Pfaffendorf (zu Südliches Anhalt, Landkreis Anhalt-Bitterfeld) - Pfeiffhausen (zu Gerbstedt, Landkreis Mansfeld-Südharz) - Pfersdorf (zu Arnstein, Landkreis Mansfeld-Südharz) - Pfitzdorf (zu Könnern, Salzlandkreis) - Pfriemsdorf (zu Südliches Anhalt, Landkreis Anhalt-Bitterfeld) - Pfützthal (zu Salzatal, Saalekreis) - Piesdorf (zu Könnern, Salzlandkreis) - Piethen (zu Südliches Anhalt, Landkreis Anhalt-Bitterfeld) - Pietzpuhl (zu Möser) - Pilsenhöhe (zu Südliches Anhalt, Landkreis Anhalt-Bitterfeld) - Piplockenburg (zu Calvörde, Landkreis Börde) - Pirkau (zu Zeitz, Burgenlandkreis) - Piskaborn (zu Mansfeld, Landkreis Mansfeld-Südharz) - Pißdorf (zu Osternienburger Land, Landkreis Anhalt-Bitterfeld) - Planena (zu kreisfreie Stadt Halle (Saale)) - Plathe (zu Kalbe/Milde, Altmarkkreis Salzwedel) - Plätz (zu Goldbeck) - Pleismar (zu An der Poststraße, Burgenlandkreis) - Plennschütz (zu Teuchern, Burgenlandkreis) - Plodda (zu Muldestausee, Landkreis Anhalt-Bitterfeld) - Plossig (zu Annaburg, Landkreis Wittenberg) - Plößnitz (zu Landsberg, Saalekreis) - Plößnitz (zu Laucha/Unstrut, Burgenlandkreis) - Plotha (zu Teuchern, Burgenlandkreis) - Plötz (zu Wettin-Löbejün, Saalekreis) - Plötzky (zu Schönebeck/Elbe) - Pobles (zu Lützen, Burgenlandkreis) - Pobzig (zu Nienburg/Saale) - Pödelist (zu Freyburg/Unstrut, Burgenlandkreis) - Pohlitz (zu Wettau, Burgenlandkreis) | - Polenzko (zu Zerbst/Anhalt, Landkreis Anhalt-Bitterfeld) - Poley (zu Bernburg/Saale) - Polkau (zu Osterburg/Altmark, Landkreis Stendal) - Polkern (zu Osterburg/Altmark, Landkreis Stendal) - Polleben (zu Lutherstadt Eisleben, Landkreis Mansfeld-Südharz) - Pollitz (zu Aland) - Pölsfeld (zu Allstedt, Landkreis Mansfeld-Südharz) - Polte (zu Tangerhütte, Landkreis Stendal) - Polvitz (zu Gardelegen, Altmarkkreis Salzwedel) - Pömmelte (zu Barby) - Pomnitz (zu Lanitz-Hassel-Tal, Burgenlandkreis) - Poplitz (zu Könnern, Salzlandkreis) - Poppau (zu Beetzendorf, Altmarkkreis Salzwedel) - Poppel (zu Lanitz-Hassel-Tal, Burgenlandkreis) - Popperode (zu Sangerhausen, Landkreis Mansfeld-Südharz) - Poritz (zu Bismark (Altmark), Landkreis Stendal) - Porst (zu Köthen (Anhalt), Landkreis Anhalt-Bitterfeld) - Pörsten (zu Lützen, Burgenlandkreis) - Poserna (zu Lützen, Burgenlandkreis) - Pösigk (zu Südliches Anhalt, Landkreis Anhalt-Bitterfeld) - Possenhain (zu Schönburg) - Pötewitz (zu Wetterzeube, Burgenlandkreis) - Pöthen (zu Gommern) - Potzehne (zu Gardelegen, Altmarkkreis Salzwedel) - Pouch (zu Muldestausee, Landkreis Anhalt-Bitterfeld) - Pratau (zu Wittenberg, Landkreis Wittenberg) - Predel (zu Elsteraue, Burgenlandkreis) - Prehlitz-Penkwitz (zu Elsteraue, Burgenlandkreis) - Premsendorf (zu Annaburg, Landkreis Wittenberg) - Prester (zu Kreisfreie Stadt Magdeburg, Landeshauptstadt) - Pretitz (zu Querfurt, Saalekreis) - Prettin (zu Annaburg, Landkreis Wittenberg) - Pretzien (zu Schönebeck/Elbe) - Pretzier (zu Salzwedel, Altmarkkreis Salzwedel) - Pretzsch (zu Meineweh, Burgenlandkreis) - Pretzsch/Elbe (zu Bad Schmiedeberg, Landkreis Wittenberg) - Preußlitz (zu Bernburg/Saale) - Priemern (zu Altmärkische Höhe) - Priesdorf (zu Zörbig, Landkreis Anhalt-Bitterfeld) - Priesen (zu Meineweh, Burgenlandkreis) - Priesitz (zu Bad Schmiedeberg, Landkreis Wittenberg) - Prießnitz (zu Naumburg/Saale, Burgenlandkreis) - Priestädt (zu Stöen, Burgenlandkreis) - Priester (zu Wettin-Löbejün, Saalekreis) - Priorau (zu Raguhn-Jeßnitz) - Prittitz (zu Teuchern, Burgenlandkreis) - Prödel (zu Gommern) - Profen (zu Elsteraue, Burgenlandkreis) - Prosigk (zu Südliches Anhalt, Landkreis Anhalt-Bitterfeld) - Prussendorf (zu Zörbig, Landkreis Anhalt-Bitterfeld) - Püggen (zu Kuhfelde, Altmarkkreis Salzwedel) - Pulspforde (zu Zerbst/Anhalt, Landkreis Anhalt-Bitterfeld) - Pülzig (zu Coswig (Anhalt)) - Punkewitz (zu Mertendorf, Burgenlandkreis) - Punschrau (zu Naumburg/Saale, Burgenlandkreis) - Purzien (zu Annaburg, Landkreis Wittenberg) |

## Q
| - Quadendambeck (zu Apenburg-Winterfeld, Altmarkkreis Salzwedel) - Quarmbeck (zu Quedlinburg) - Quarnebeck (zu Klötze, Altmarkkreis Salzwedel) - Quast (zu Zerbst/Anhalt, Landkreis Anhalt-Bitterfeld) - Queis (zu Landsberg, Saalekreis) - Quellendorf (zu Südliches Anhalt, Landkreis Anhalt-Bitterfeld) | - Quenstedt (zu Arnstein, Landkreis Mansfeld-Südharz) - Querstedt (zu Bismark (Altmark), Landkreis Stendal) - Quesnitz (zu Meineweh, Burgenlandkreis) - Questenberg (zu Südharz, Landkreis Mansfeld-Südharz) - Quetzdölsdorf (zu Zörbig, Landkreis Anhalt-Bitterfeld) - Quillschina (zu Salzatal, Saalekreis) |

## R
| - Raba (zu Wetterzeube, Burgenlandkreis) - Räbel (zu Werben/Elbe, Landkreis Stendal) - Räckendorf (zu Möckern, Landkreis Jerichower Land) - Racklith (zu Kemberg, Landkreis Wittenberg) - Rade (zu Jessen/Elster, Landkreis Wittenberg) - Radegast (zu Südliches Anhalt, Landkreis Anhalt-Bitterfeld) - Rademin (zu Arendsee/Altmark, Altmarkkreis Salzwedel) - Radewell/Osendorf (zu kreisfreie Stadt Halle (Saale)) - Radis (zu Kemberg, Landkreis Wittenberg) - Radisleben (zu Ballenstedt, Landkreis Harz) - Ragösen (zu Coswig (Anhalt)) - Raguhn (zu Raguhn-Jeßnitz) - Ragwitz (zu Bad Dürrenberg, Saalekreis) - Rahna (zu Lützen, Burgenlandkreis) - Rahnsdorf (zu Zahna-Elster, Landkreis Wittenberg) - Ramsin (zu Sandersdorf-Brehna, Landkreis Anhalt-Bitterfeld) - Ramstedt (zu Loitsche-Heinrichsberg) - Randau-Calenberge (zu Kreisfreie Stadt Magdeburg, Landeshauptstadt) - Ranies (zu Schönebeck/Elbe) - Rappin (zu Klötze, Altmarkkreis Salzwedel) - Raßdorf (zu Zahna-Elster, Landkreis Wittenberg) - Raßnitz (zu Schkopau, Saalekreis) - Räther (zu Salzatal, Saalekreis) - Rathewitz (zu Mertendorf, Burgenlandkreis) - Rathmannsdorf (zu Staßfurt, Salzlandkreis) - Rathsleben (zu Altmärkische Höhe) - Rätzlingen (zu Oebisfelde-Weferlingen, Landkreis Börde) - Recklingen (zu Apenburg-Winterfeld, Altmarkkreis Salzwedel) - Reddeber (zu Wernigerode, Landkreis Harz) - Reddigau (zu Diesdorf, Altmarkkreis Salzwedel) - Redekin (zu Jerichow, Landkreis Jerichower Land) - Reesdorf (zu Möckern, Landkreis Jerichower Land) - Reesen (zu Burg) - Reform (zu Kreisfreie Stadt Magdeburg, Landeshauptstadt) - Rehain (zu Jessen/Elster, Landkreis Wittenberg) - Rehberg (zu Kamern) - Rehehausen (zu Lanitz-Hassel-Tal, Burgenlandkreis) - Rehmsdorf (zu Elsteraue, Burgenlandkreis) - Rehsen (zu Oranienbaum-Wörlitz) - Reichardtswerben (zu Weißenfels, Burgenlandkreis) - Reicho (zu Jessen/Elster, Landkreis Wittenberg) - Reideburg (zu kreisfreie Stadt Halle (Saale)) - Reidewitz (zu Gerbstedt, Landkreis Mansfeld-Südharz) - Reinharz (zu Bad Schmiedeberg, Landkreis Wittenberg) - Reinsdorf (zu Südliches Anhalt, Landkreis Anhalt-Bitterfeld) - Reinsdorf (zu Nebra/Unstrut, Burgenlandkreis) - Reinsdorf (zu Landsberg, Saalekreis) - Reinsdorf (zu Wittenberg, Landkreis Wittenberg) - Reinstedt (zu Falkenstein/Harz) - Remkersleben (zu Wanzleben-Börde, Landkreis Börde) - Rengerslage (zu Osterburg/Altmark, Landkreis Stendal) - Renneritz (zu Sandersdorf-Brehna, Landkreis Anhalt-Bitterfeld) - Repau (zu Südliches Anhalt, Landkreis Anhalt-Bitterfeld) - Reppichau (zu Osternienburger Land, Landkreis Anhalt-Bitterfeld) - Rettig (zu Jessen/Elster, Landkreis Wittenberg) - Retzau (zu Raguhn-Jeßnitz) - Reuden/Anhalt (zu Zerbst/Anhalt, Landkreis Anhalt-Bitterfeld) - Reuden (zu Elsteraue, Burgenlandkreis) - Reuden (zu Kemberg, Landkreis Wittenberg) - Reuden-Süd (zu Zerbst/Anhalt, Landkreis Anhalt-Bitterfeld) - Reupzig (zu Südliches Anhalt, Landkreis Anhalt-Bitterfeld) - Reußen (zu Teuchern, Burgenlandkreis) - Reußen (zu Landsberg, Saalekreis) - Rhoden (zu Osterwieck, Landkreis Harz) - Ribbensdorf (zu Oebisfelde-Weferlingen, Landkreis Börde) - Riebau (zu Salzwedel, Altmarkkreis Salzwedel) - Rieda (zu Zörbig, Landkreis Anhalt-Bitterfeld) - Riesdorf (zu Südliches Anhalt, Landkreis Anhalt-Bitterfeld) - Riesdorf (zu Möckern, Landkreis Jerichower Land) - Riesigk (zu Oranienbaum-Wörlitz) | - Riestedt (zu Sangerhausen, Landkreis Mansfeld-Südharz) - Riethnordhausen (zu Wallhausen (Helme), Landkreis Mansfeld-Südharz) - Rietzel (zu Möckern, Landkreis Jerichower Land) - Rietzmeck (zu kreisfreie Stadt Dessau-Roßlau) - Rimbeck (zu Osterwieck, Landkreis Harz) - Rindtorf (zu Eichstedt (Altmark), Landkreis Stendal) - Ringelsdorf (zu Genthin, Landkreis Jerichower Land) - Ringfurth (zu Tangerhütte) - Rippach (zu Lützen, Burgenlandkreis) - Rippicha (zu Gutenborn, Burgenlandkreis) - Ristedt (zu Klötze, Altmarkkreis Salzwedel) - Ritterode (zu Hettstedt) - Rittleben (zu Apenburg-Winterfeld, Altmarkkreis Salzwedel) - Ritze (zu Salzwedel, Altmarkkreis Salzwedel) - Ritzgerode (zu Mansfeld, Landkreis Mansfeld-Südharz) - Ritzleben (zu Arendsee/Altmark, Altmarkkreis Salzwedel) - Röblingen am See (zu Seegebiet Mansfelder Land, Landkreis Mansfeld-Südharz) - Röcken (zu Lützen, Burgenlandkreis) - Rockenthin (zu Salzwedel, Altmarkkreis Salzwedel) - Roda (zu Osterfeld, Burgenlandkreis) - Roda (zu Zeitz, Burgenlandkreis) - Roda (zu Arnstein, Landkreis Mansfeld-Südharz) - Rodden (zu Leuna, Saalekreis) - Röden (zu Gutenborn, Burgenlandkreis) - Rodersdorf (zu Wegeleben) - Rödgen (zu Bitterfeld-Wolfen, Landkreis Anhalt-Bitterfeld) - Rödigen (zu Naumburg/Saale, Burgenlandkreis) - Rodleben (zu kreisfreie Stadt Dessau-Roßlau) - Rohndorf (zu Südliches Anhalt, Landkreis Anhalt-Bitterfeld) - Rohrbeck (zu Iden) - Rohrsheim (zu Osterwieck, Landkreis Harz) - Roitzsch (zu Sandersdorf-Brehna, Landkreis Anhalt-Bitterfeld) - Rollsdorf (zu Seegebiet Mansfelder Land, Landkreis Mansfeld-Südharz) - Romsdorf (zu Droyßig, Burgenlandkreis) - Rönnebeck (zu Osterburg/Altmark, Landkreis Stendal) - Ronney (zu Zerbst/Anhalt, Landkreis Anhalt-Bitterfeld) - Rösa (zu Muldestausee, Landkreis Anhalt-Bitterfeld) - Rosefeld (zu Osternienburger Land, Landkreis Anhalt-Bitterfeld) - Rosenhof (zu Hohenberg-Krusemark) - Rosian (zu Möckern, Landkreis Jerichower Land) - Rosperwenda (zu Berga (Kyffhäuser), Landkreis Mansfeld-Südharz) - Rossau (zu Osterburg/Altmark, Landkreis Stendal) - Roßbach (zu Naumburg/Saale, Burgenlandkreis) - Roßbach (zu Braunsbedra, Saalekreis) - Roßdorf (zu Jerichow, Landkreis Jerichower Land) - Rössen (zu Leuna, Saalekreis) - Rossendorf (zu Wetterzeube, Burgenlandkreis) - Roßla (zu Südharz) - Roßlau (zu kreisfreie Stadt Dessau-Roßlau) - Rössuln (zu Hohenmölsen, Burgenlandkreis) - Rotha (zu Sangerhausen, Landkreis Mansfeld-Südharz) - Röthenberg (zu Osterburg/Altmark, Landkreis Stendal) - Rothenburg (zu Wettin-Löbejün, Saalekreis) - Rothenförde (zu Staßfurt, Salzlandkreis) - Rothenschirmbach (zu Lutherstadt Eisleben, Landkreis Mansfeld-Südharz) - Rothensee (zu Kreisfreie Stadt Magdeburg, Landeshauptstadt) - Rotta (zu Kemberg, Landkreis Wittenberg) - Rottelsdorf (zu Gerbstedt, Landkreis Mansfeld-Südharz) - Rottenau (zu Möckern, Landkreis Jerichower Land) - Rottleberode (zu Südharz) - Rottmersleben (zu Hohe Börde, Landkreis Börde) - Rötzsch (zu Kemberg, Landkreis Wittenberg) - Röwitz (zu Klötze, Altmarkkreis Salzwedel) - Roxförde (zu Gardelegen, Altmarkkreis Salzwedel) - Rübeland (zu Oberharz am Brocken, Landkreis Harz) - Ruhlsdorf (zu Jessen/Elster, Landkreis Wittenberg) - Rumpin (zu Salzatal, Saalekreis) - Runthal (zu Teuchern, Burgenlandkreis) - Rustenbeck (zu Dähre, Altmarkkreis Salzwedel) |

## S
| - Saaleaue (zu kreisfreie Stadt Halle (Saale)) - Saaleck (zu Naumburg/Saale, Burgenlandkreis) - Saalfeld (zu Apenburg-Winterfeld, Altmarkkreis Salzwedel) - Sachau (zu Gardelegen, Altmarkkreis Salzwedel) - Sachau (zu Bad Schmiedeberg, Landkreis Wittenberg) - Sachsendorf (zu Barby) - Sackwitz (zu Bad Schmiedeberg, Landkreis Wittenberg) - Salbke (zu Kreisfreie Stadt Magdeburg, Landeshauptstadt) - Sallenthin (zu Kalbe/Milde, Altmarkkreis Salzwedel) - Salsitz (zu Kretzschau, Burgenlandkreis) - Salzfurthkapelle (zu Zörbig, Landkreis Anhalt-Bitterfeld) - Salzmünde (zu Salzatal, Saalekreis) - Samswegen (zu Niedere Börde) - Sandauerholz (zu Iden) - Sandbeiendorf (zu Burgstall, Landkreis Börde) - Sandersdorf (zu Sandersdorf-Brehna, Landkreis Anhalt-Bitterfeld) - Sandersleben/Anhalt (zu Arnstein, Landkreis Mansfeld-Südharz) - Sandfurth (zu Tangerhütte) - Sankt Micheln (zu Mücheln, Saalekreis) - Sankt Ulrich (zu Mücheln, Saalekreis) - Sanne (zu Arendsee/Altmark, Altmarkkreis Salzwedel) - Sanne (zu Hassel) - Sargstedt (zu Halberstadt, Landkreis Harz) - Satuelle (zu Haldensleben, Landkreis Börde) - Saubach (zu Finneland, Burgenlandkreis) - Sautzschen (zu Wetterzeube, Burgenlandkreis) - Schachdorf Ströbeck (zu Halberstadt, Landkreis Harz) - Schackensleben (zu Hohe Börde, Landkreis Börde) - Schackenthal (zu Aschersleben) - Schackstedt (zu Aschersleben) - Schadeberg (zu Diesdorf, Altmarkkreis Salzwedel) - Schadeleben (zu Seeland) - Schadewalde (zu Jessen/Elster, Landkreis Wittenberg) - Schadewohl (zu Diesdorf, Altmarkkreis Salzwedel) - Schafstädt (zu Bad Lauchstädt, Saalekreis) - Schäplitz (zu Bismark (Altmark), Landkreis Stendal) - Scharlippe (zu Klietz) - Scharpenhufe (zu Aland) - Scharpenlohe (zu Seehausen/Altmark, Landkreis Stendal) - Schartau (zu Burg) - Schartau (zu Rochau) - Scharteucke (zu Jerichow, Landkreis Jerichower Land) - Schattberge (zu Genthin, Landkreis Jerichower Land) - Schauen (zu Osterwieck, Landkreis Harz) - Scheeren (zu Tangerhütte) - Scheiplitz (zu Mertendorf, Burgenlandkreis) - Schelkau (zu Teuchern, Burgenlandkreis) - Schellbach (zu Gutenborn, Burgenlandkreis) - Schelldorf (zu Tangerhütte) - Schellsitz (zu Naumburg/Saale, Burgenlandkreis) - Schenkenhorst (zu Gardelegen, Altmarkkreis Salzwedel) - Schermcke (zu Oschersleben/Bode) - Schermen (zu Möser) - Schernebeck (zu Tangerhütte) - Schernikau (zu Arendsee/Altmark, Altmarkkreis Salzwedel) - Schernikau (zu Bismark (Altmark), Landkreis Stendal) - Scheuder (zu Südliches Anhalt, Landkreis Anhalt-Bitterfeld) - Schieben (zu Kuhfelde, Altmarkkreis Salzwedel) - Schieben (zu Naumburg/Saale, Burgenlandkreis) - Schielo (zu Harzgerode, Landkreis Harz) - Schiepzig (zu Salzatal, Saalekreis) - Schierau (zu Raguhn-Jeßnitz) - Schierke (zu Wernigerode, Landkreis Harz) - Schimmel (zu An der Poststraße, Burgenlandkreis) - Schinne (zu Bismark (Altmark), Landkreis Stendal) - Schkauditz (zu Wetterzeube, Burgenlandkreis) - Schköna (zu Grafenhainichen) - Schkortleben (zu Weißenfels, Burgenlandkreis) - Schlagenthin (zu Jerichow, Landkreis Jerichower Land) - Schlaitz (zu Muldestausee, Landkreis Anhalt-Bitterfeld) - Schlanstedt (zu Huy, Landkreis Harz) - Schleberoda (zu Freyburg/Unstrut, Burgenlandkreis) - Schleckweda (zu Wetterzeube, Burgenlandkreis) - Schleesen (zu Kemberg, Landkreis Wittenberg) - Schleibnitz (zu Wanzleben-Börde, Landkreis Börde) - Schleinitz (zu Meineweh, Burgenlandkreis) - Schlettau (zu Wettin-Löbejün, Saalekreis) - Schleuß (zu Tangerhütte) - Schliecksdorf (zu Osterburg/Altmark, Landkreis Stendal) - Schlottweh (zu Wetterzeube, Burgenlandkreis) - Schmalzerode (zu Lutherstadt Eisleben, Landkreis Mansfeld-Südharz) - Schmatzfeld (zu Nordharz) - Schmerdorf (zu Wethau, Burgenlandkreis) - Schmersau (zu Osterburg/Altmark, Landkreis Stendal) - Schmerz (zu Muldestausee, Landkreis Anhalt-Bitterfeld) - Schmilkendorf (zu Wittenberg, Landkreis Wittenberg) - Schmirma (zu Mücheln, Saalekreis) - Schmölau (zu Dähre, Altmarkkreis Salzwedel) - Schneidlingen (zu Hecklingen) - Schnellin (zu Bad Schmiedeberg, Landkreis Wittenberg) - Schnellroda (zu Steigra, Saalekreis) - Schochwitz (zu Salzatal, Saalekreis) - Scholis (zu Bad Schmiedeberg, Landkreis Wittenberg) - Schönberg (zu Seehausen/Altmark, Landkreis Stendal) - Schönebeck (zu Bismark (Altmark), Landkreis Stendal) - Schöneicho (zu Jessen/Elster, Landkreis Wittenberg) - Schönfeld (zu Kamern) - Schönfeld (zu Bismark (Altmark), Landkreis Stendal) - Schönhausen-Damm (zu Schönhausen/Elbe) - Schönwalde/Altmark (zu Tangerhütte) - Schopsdorf (zu Genthin, Landkreis Jerichower Land) - Schora (zu Zerbst/Anhalt, Landkreis Anhalt-Bitterfeld) - Schorstedt (zu Bismark (Altmark), Landkreis Stendal) - Schortau (zu Teuchern, Burgenlandkreis) - Schortewitz (zu Zörbig, Landkreis Anhalt-Bitterfeld) - Schrampe (zu Arendsee/Altmark, Altmarkkreis Salzwedel) - Schrenz (zu Zörbig, Landkreis Anhalt-Bitterfeld) - Schricke (zu Zielitz) - Schulpforte (zu Naumburg/Saale, Burgenlandkreis) - Schützberg (zu Jessen/Elster, Landkreis Wittenberg) - Schwaneberg (zu Sülzetal, Landkreis Börde) - Schwanefeld (zu Oebisfelde-Weferlingen, Landkreis Börde) - Schwarz (zu Calbe/Saale) - Schwarzendamm (zu Klötze, Altmarkkreis Salzwedel) - Schwarzholz (zu Hohenberg-Krusemark) - Schweinitz (zu Jessen/Elster, Landkreis Wittenberg) - Schweinitz (zu Möckern, Landkreis Jerichower Land) - Schwemsal (zu Muldestausee, Landkreis Anhalt-Bitterfeld) - Schwenda (zu Südharz) - Schwerz (zu Landsberg, Saalekreis) - Schweßwitz (zu Lützen, Burgenlandkreis) - Schwiesau (zu Klötze, Altmarkkreis Salzwedel) - Schwittersdorf (zu Salzatal, Saalekreis) - Schwoitsch (zu Gröbers, Kabelsketal) - Seeben (zu kreisfreie Stadt Halle (Saale)) - Seeben (zu Salzwedel, Altmarkkreis Salzwedel) - Seeburg (zu Seegebiet Mansfelder Land, Landkreis Mansfeld-Südharz) | - Seedorf (zu Jerichow, Landkreis Jerichower Land) - Seegrehna (zu Wittenberg, Landkreis Wittenberg) - Seehausen (zu Wanzleben-Börde, Landkreis Börde) - Seena (zu Eckartsberga, Burgenlandkreis) - Seethen (zu Gardelegen, Altmarkkreis Salzwedel) - Seggerde (zu Oebisfelde-Weferlingen, Landkreis Börde) - Seidewitz (zu Molauer Land, Burgenlandkreis) - Seiselitz (zu Mertendorf, Burgenlandkreis) - Selbitz (zu Kemberg, Landkreis Wittenberg) - Sennewitz (zu Petersberg, Saalekreis) - Senst (zu Coswig/Anhalt) - Semo (zu Coswig/Anhalt) - Seyda (zu Jessen/Elster, Landkreis Wittenberg) - Sibbesdorf (zu Osternienburger Land, Landkreis Anhalt-Bitterfeld) - Sichau (zu Gardelegen, Altmarkkreis Salzwedel) - Siebigerode (zu Mansfeld, Landkreis Mansfeld-Südharz) - Siedensdolsleben (zu Dähre, Altmarkkreis Salzwedel) - Siedengrieben (zu Beetzendorf, Altmarkkreis Salzwedel) - Siedenlangenbeck (zu Kuhfelde, Altmarkkreis Salzwedel) - Siedentramm (zu Klötze, Altmarkkreis Salzwedel) - Siedlung (zu kreisfreie Stadt Dessau-Roßlau) - Siedlung Hohenwarthe (zu Möser) - Siedlung Nutha (zu Zerbst/Anhalt, Landkreis Anhalt-Bitterfeld) - Siegersleben (zu Eilsleben) - Sieglitz (zu Molauer Land, Burgenlandkreis) - Sieglitz (zu Könnern, Salzlandkreis) - Siems (zu Gardelegen, Altmarkkreis Salzwedel) - Sienau (zu Salzwedel, Altmarkkreis Salzwedel) - Siepe (zu Kalbe/Milde) - Siersleben (zu Gerbstedt, Landkreis Mansfeld-Südharz) - Siestedt (zu Oebisfelde-Weferlingen, Landkreis Börde) - Sietzsch (zu Landsberg, Saalekreis) - Silberhöhe (zu kreisfreie Stadt Halle (Saale)) - Silberhütte (zu Harzgerode, Landkreis Harz) - Silstedt (zu Wernigerode, Landkreis Harz) - Siptenfelde (zu Harzgerode, Landkreis Harz) - Sittendorf (zu Kelbra (Kyffhäuser), Landkreis Mansfeld-Südharz) - Sittichenbach (zu Lutherstadt Eisleben, Landkreis Mansfeld-Südharz) - Söhesten (zu Lützen, Burgenlandkreis) - Söllichau (zu Bad Schmiedeberg, Landkreis Wittenberg) - Sollnitz (zu kreisfreie Stadt Dessau-Roßlau) - Solpke (zu Gardelegen, Altmarkkreis Salzwedel) - Sommerschenburg (zu Sommersdorf) - Sophienhof (zu Tangerhütte) - Sorge (zu Oberharz am Brocken, Landkreis Harz) - Sössen (zu Lützen, Burgenlandkreis) - Sotterhausen (zu Allstedt, Landkreis Mansfeld-Südharz) - Späningen (zu Bismark (Altmark), Landkreis Stendal) - Spergau (zu Leuna, Saalekreis) - Spickendorf (zu Landsberg, Saalekreis) - Spielberg (zu Lanitz-Hassel-Tal, Burgenlandkreis) - Spielberg (zu Querfurt, Saalekreis) - Splau (zu Bad Schmiedeberg, Landkreis Wittenberg) - Spora (zu Elsteraue, Burgenlandkreis) - Spören (zu Zörbig, Landkreis Anhalt-Bitterfeld) - Sprossen (zu Elsteraue, Burgenlandkreis) - Staats (zu Stendal) - Stackelitz (zu Coswig/Anhalt) - Stadt Frankfurt (zu Wanzleben-Börde, Landkreis Börde) - Städten (zu Balgstädt, Burgenlandkreis) - Stadtfeld Ost (zu Kreisfreie Stadt Magdeburg, Landeshauptstadt) - Stadtfeld West (zu Kreisfreie Stadt Magdeburg, Landeshauptstadt) - Staffelde (zu Stendal) - Stangerode (zu Arnstein, Landkreis Mansfeld-Südharz) - Stapel (zu Altmärkische Höhe) - Stapelburg (zu Nordharz) - Stapen (zu Beetzendorf) - Stappenbeck (zu Salzwedel, Altmarkkreis Salzwedel) - Starsiedel (zu Lützen, Burgenlandkreis) - Staschwitz (zu Elsteraue, Burgenlandkreis) - Station Weißandt-Gölzau (zu Südliches Anhalt, Landkreis Anhalt-Bitterfeld) - Steckby (zu Zerbst/Anhalt, Landkreis Anhalt-Bitterfeld) - Steckenberg (zu Thale) - Stedten (zu Seegebiet Mansfelder Land, Landkreis Mansfeld-Südharz) - Stegelitz (zu Möckern, Landkreis Jerichower Land) - Stegelitz (zu Tangerhütte) - Steimke (zu Klötze) - Steinbach (zu Bad Bibra, Burgenlandkreis) - Steinburg (zu Finneland, Burgenlandkreis) - Steinfeld (Altmark) (zu Bismark (Altmark), Landkreis Stendal) - Steinfelde (zu Seehausen/Altmark, Landkreis Stendal) - Steinitz (zu Jerichow, Landkreis Jerichower Land) - Steinsdorf (zu Jessen/Elster, Landkreis Wittenberg) - Stemmem (zu Sülzetal, Landkreis Börde) - Steuden (zu Teutschenthal, Saalekreis) - Steutz (zu Zerbst/Anhalt, Landkreis Anhalt-Bitterfeld) - Stichelsdorf (zu Landsberg, Saalekreis) - Stiege (zu Oberharz am Brocken, Landkreis Harz) - Stöbnitz (zu Mücheln, Saalekreis) - Stockhausen (zu Zeitz, Burgenlandkreis) - Stöckheim (zu Rohrberg) - Stolberg/Harz (zu Südharz) - Stolzenhain (zu Droyßig, Burgenlandkreis) - Storbeck (zu Osterburg/Altmark, Landkreis Stendal) - Storkau (zu Südliches Anhalt, Landkreis Anhalt-Bitterfeld) - Storkau/Elbe (zu Tangermünde, Landkreis Stendal) - Störpke (zu Arendsee/Altmark) - Stößwitz (zu Lützen, Burgenlandkreis) - Stötterlingen (zu Osterwieck, Landkreis Harz) - Straach (zu Wittenberg, Landkreis Wittenberg) - Straguth (zu Zerbst/Anhalt, Landkreis Anhalt-Bitterfeld) - Straßberg (zu Harzgerode, Landkreis Harz) - Straußhof (zu Gerbstedt, Landkreis Mansfeld-Südharz) - Streetz (zu kreisfreie Stadt Dessau-Roßlau) - Strenznaundorf (zu Könnern, Salzlandkreis) - Stresow (zu Möckern, Landkreis Jerichower Land) - Strinum (zu Zerbst/Anhalt, Landkreis Anhalt-Bitterfeld) - Strohwalde (zu Gräfenhainichen) - Strummendorf (zu Giersleben) - Stumsdorf (zu Zörbig, Landkreis Anhalt-Bitterfeld) - Süd (zu kreisfreie Stadt Dessau-Roßlau) - Sudenburg (zu Kreisfreie Stadt Magdeburg, Landeshauptstadt) - Suderode (zu Osterwieck, Landkreis Harz) - Südliche Innenstadt (zu kreisfreie Stadt Halle (Saale)) - Südliche Neustadt (zu kreisfreie Stadt Halle (Saale)) - Südstadt (zu kreisfreie Stadt Halle (Saale)) - Sülldorf (zu Sülzetal, Landkreis Börde) - Sülzegrund (zu Kreisfreie Stadt Magdeburg, Landeshauptstadt) - Susigke (zu Aken/Elster) - Suxdorf (zu Zeitz, Burgenlandkreis) - Sydow (zu Wust-Fischbeck, Landkreis Stendal) - Sylbitz (zu Petersberg, Saalekreis) - Sylda (zu Arnstein, Landkreis Mansfeld-Südharz) |

## T
| - Tagewerben (zu Weißenfels, Burgenlandkreis) - Tangeln (zu Beetzendorf) - Tanne (zu Oberharz am Brocken, Landkreis Harz) - Tarnefitz (zu Gardelegen) - Tarthun (zu Bördeaue) - Taterberg (zu Gardelegen) - Taucha (zu Hohenmölsen, Burgenlandkreis) - Taugwitz (zu Lanitz-Hassel-Tal) - Tauhardt (zu Finne) - Teicha (zu Petersberg, Saalekreis) - Thaldorf (zu Gerbstedt) - Thalheim (zu Bitterfeld-Wolfen, Landkreis Anhalt-Bitterfeld) - Thalwinkel (Bad Bibra) - Theeßen (zu Möckern, Landkreis Jerichower Land) - Theißen (zu Zeitz, Burgenlandkreis) - Thielbeer (zu Arendsee/Altmark) - Thierbach (zu Meineweh, Burgenlandkreis) - Thießen (zu Wittenberg, Landkreis Wittenberg) - Thießen (zu Coswig/Anhalt) - Thondorf (zu Gerbstedt) - Thurau (zu Osternienburger Land, Landkreis Anhalt-Bitterfeld) - Thüritz (zu Kalbe/Milde) - Thurland (zu Raguhn-Jeßnitz) - Thürungen (zu Kelbra/Kyffhäuser) - Thüsdorf (zu Eckartsberga, Burgenlandkreis) - Tilleda/Kyffhäuser (zu Kelbra/Kyffhäuser) - Timmenrode (zu Blankenburg/Harz) - Tochheim (zu Zerbst/Anhalt, Landkreis Anhalt-Bitterfeld) - Tollwitz (zu Bad Dürrenberg, Saalekreis) - Toppel (zu Havelberg) - Töppel (zu Zerbst/Anhalt, Landkreis Anhalt-Bitterfeld) - Torna (zu Sandersdorf-Brehna, Landkreis Anhalt-Bitterfeld) - Torna (zu Elsteraue, Burgenlandkreis) - Tornau (zu kreisfreie Stadt Dessau-Roßlau) - Tornau (zu kreisfreie Stadt Halle (Saale)) | - Tornau (zu Lützen) - Tornau (zu Stendal) - Tornau (zu Gräfenhainichen) - Tornau vor der Heide (zu Raguhn-Jeßnitz) - Tornitz (zu Barby) - Törten (zu kreisfreie Stadt Dessau-Roßlau) - Trabitz (zu Calbe/Saale) - Traupitz (zu Elsteraue, Burgenlandkreis) - Trautenstein (zu Oberharz am Brocken, Landkreis Harz) - Trebbichau (zu Osternienburger Land, Landkreis Anhalt-Bitterfeld) - Trebbichau an der Fuhne (zu Südliches Anhalt, Landkreis Anhalt-Bitterfeld) - Trebitz (zu Petersberg, Saalekreis) - Trebitz (zu Salzatal, Saalekreis) - Trebitz (zu Könnern, Salzlandkreis) - Trebitz (zu Bad Schmiedeberg, Landkreis Wittenberg) - Trebnitz (zu Zerbst/Anhalt, Landkreis Anhalt-Bitterfeld) - Trebnitz (zu Teuchern, Burgenlandkreis) - Trebnitz (zu Wetterzeube, Burgenlandkreis) - Trebnitz (zu Merseburg, Saalekreis) - Trebnitz (zu Könnern, Salzlandkreis) - Trebnitz-Siedlung (zu Teuchern, Burgenlandkreis) - Treseburg (zu Thale) - Trinum (zu Osternienburger Land, Landkreis Anhalt-Bitterfeld) - Trippigleben (zu Klötze) - Tröbsdorf (zu Laucha/Unstrut, Burgenlandkreis) - Tröglitz (zu Elsteraue, Burgenlandkreis) - Tromsdorf (zu Eckartsberga, Burgenlandkreis) - Trüben (zu Zerbst/Anhalt, Landkreis Anhalt-Bitterfeld) - Trüstedt (zu Gardelegen) - Tryppehna (zu Möckern, Landkreis Jerichower Land) - Tucheim (zu Genthin, Landkreis Jerichower Land) - Tultewitz (zu Naumburg/Saale, Burgenlandkreis) - Tundersleben (zu Hohe Börde, Landkreis Börde) - Tylsen (zu Salzwedel) - Tympen (zu Goldbeck) |

## U
| - Uchtdorf (zu Tangerhütte, Landkreis Stendal) - Uchtenhagen (zu Osterburg/Altmark, Landkreis Stendal) - Uchtspringe (zu Stendal, Landkreis Stendal) - Uenglingen (zu Stendal, Landkreis Stendal) - Uetz (zu Tangerhütte, Landkreis Stendal) - Uftrungen (zu Südharz, Landkreis Mansfeld-Südharz) - Uhrsleben (zu Erxleben) - Uichteritz (zu Weißenfels, Burgenlandkreis) - Üllnitz (zu Staßfurt, Salzlandkreis) - Ulzigerode (zu Arnstein, Landkreis Mansfeld-Südharz) - Umfelde (zu Wallstawe, Altmarkkreis Salzwedel) | - Unseburg (zu Bördeaue) - Untergreißlau (zu Weißenfels, Burgenlandkreis) - Unterkaka (zu Meineweh, Burgenlandkreis) - Unterkamps (zu Seehausen/Altmark, Landkreis Stendal) - Unternessa (zu Teuchern, Burgenlandkreis) - Unterrißdorf (zu Lutherstadt Eisleben, Landkreis Mansfeld-Südharz) - Unterschwöditz (zu Zeitz, Burgenlandkreis) - Üplingen (zu Ausleben) - Utenbach (zu Mertendorf, Burgenlandkreis) - Uthausen (zu Kemberg, Landkreis Wittenberg) - Uthmöden (zu Haldensleben, Landkreis Börde) |

## V
| - Vahldorf (zu Niedere Börde) - Vahrholz (zu Kalbe/Milde, Altmarkkreis Salzwedel) - Valfitz (zu Kuhfelde, Altmarkkreis Salzwedel) - Vatterode (zu Mansfeld, Landkreis Mansfeld-Südharz) - Veckenstedt (zu Nordharz, Landkreis Harz) - Vehlgast (zu Havelberg) - Vehlitz (zu Gommern) - Velsdorf (zu Calvörde, Landkreis Börde) - Veltheim (zu Osterwieck, Landkreis Harz) - Vesta (zu Bad Dürrenberg, Saalekreis) - Vielbaum (zu Aland) - Vienau (zu Kalbe/Milde, Altmarkkreis Salzwedel) - Vietzen (zu Kalbe/Milde, Altmarkkreis Salzwedel) | - Vinzelberg (zu Stendal, Landkreis Stendal) - Vissum (zu Arendsee/Altmark, Altmarkkreis Salzwedel) - Vitzenburg (zu Querfurt, Saalekreis) - Vitzke (zu Kuhfelde, Altmarkkreis Salzwedel) - Vockerode (zu Oranienbaum-Wörlitz) - Vogelsang (zu Gommern) - Vogelsdorf (zu Huy, Landkreis Harz) - Volgfelde (zu Stendal, Landkreis Stendal) - Volkmaritz (zu Seegebiet Mansfelder Land, Landkreis Mansfeld-Südharz) - Volkstedt (zu Lutherstadt Eisleben, Landkreis Mansfeld-Südharz) - Vollenschier (zu Stendal, Landkreis Stendal) - Vorwerk (zu Ingersleben) |

## W
| - Wachsdorf (zu Wittenberg, Landkreis Wittenberg) - Wackersleben (zu Hötensleben, Landkreis Börde) - Waddekath (zu Diesdorf, Altmarkkreis Salzwedel) - Wadendorf (zu Zörbig, Landkreis Anhalt-Bitterfeld) - Wahl (zu Möckern, Landkreis Jerichower Land) - Wahlitz (zu Gommern) - Wählitz (zu Hohenmölsen, Burgenlandkreis) - Wahlsdorf (zu Coswig (Anhalt)) - Wahrburg (zu Stendal, Landkreis Stendal) - Wahrenberg (zu Aland) - Walbeck (zu Oebisfelde-Weferlingen, Landkreis Börde) - Walbeck (zu Hettstedt, Landkreis Mansfeld-Südharz) - Waldau (zu Osterfeld) - Waldersee (zu kreisfreie Stadt Dessau-Roßlau) - Waldfrieden (zu Havelberg) - Wallendorf (Luppe) (zu Schkopau, Saalekreis) - Wallroda (zu Bad Bibra, Burgenlandkreis) - Wallwitz (zu Möckern, Landkreis Jerichower Land) - Wallwitz (zu Petersberg, Saalekreis) - Walsleben (zu Osterburg/Altmark, Landkreis Stendal) - Walternienburg (zu Zerbst/Anhalt, Landkreis Anhalt-Bitterfeld) - Wannefeld (zu Gardelegen, Altmarkkreis Salzwedel) - Wansleben am See (zu Seegebiet Mansfelder Land, Landkreis Mansfeld-Südharz) - Wanzer (zu Aland) - Wanzleben (zu Wanzleben-Börde, Landkreis Börde) - Warmsdorf (zu Güsten, Salzlandkreis) - Warnau (zu Havelberg) - Warnstedt (zu Thale) - Warsleben (zu Ausleben) - Wartenberg (zu Bismark (Altmark), Landkreis Stendal) - Wartenburg (zu Kemberg, Landkreis Wittenberg) - Wasmerslage (zu Osterburg/Altmark, Landkreis Stendal) - Wassensdorf (zu Oebisfelde-Weferlingen, Landkreis Börde) - Wasserleben (zu Nordharz, Landkreis Harz) - Webau (zu Hohenmölsen, Burgenlandkreis) - Weddegast (zu Bernburg/Saale) - Weddendorf (zu Oebisfelde-Weferlingen, Landkreis Börde) - Weddersleben (zu Thale) - Wedderstedt (zu Selke-Aue) - Weddin (zu Wittenberg, Landkreis Wittenberg) - Wedlitz (zu Nienburg/Saale) - Wedringen (zu Haldensleben, Landkreis Börde) - Wegenitz (zu Seehausen/Altmark, Landkreis Stendal) - Wegenstedt (zu Calvörde, Landkreis Börde) - Wehlau (zu Südliches Anhalt, Landkreis Anhalt-Bitterfeld) - Weichau (zu Schönburg) - Weickelsdorf (zu Osterfeld) - Weiden (zu Coswig (Anhalt)) - Weinberg (zu Hettstedt, Landkreis Mansfeld-Südharz) - Weischütz (zu Freyburg/Unstrut, Burgenlandkreis) - Weißandt-Gölzau (zu Südliches Anhalt, Landkreis Anhalt-Bitterfeld) - Weißenborn (zu Droyßig, Burgenlandkreis) - Weißenschirmbach (zu Querfurt, Saalekreis) - Weißewarte (zu Tangerhütte, Landkreis Stendal) - Welbsleben (zu Arnstein, Landkreis Mansfeld-Südharz) - Welfesholz (zu Gerbstedt, Landkreis Mansfeld-Südharz) - Welle (zu Stendal, Landkreis Stendal) - Wellen (zu Hohe Börde, Landkreis Börde) - Welsleben (zu Bördeland, Salzlandkreis) - Wenddorf (zu Angern, Landkreis Börde) - Wendelstein (zu Kaiserpfalz, Burgenlandkreis) - Wendemark (zu Altmärkische Wische) - Wendgräben (zu Möckern, Landkreis Jerichower Land) - Wendischbrome (zu Jübar, Altmarkkreis Salzwedel) - Wendischhorst (zu Dähre, Altmarkkreis Salzwedel) - Wengelsdorf (zu Weißenfels, Burgenlandkreis) - Wennungen (zu Karsdorf, Burgenlandkreis) - Wenze (zu Klötze, Altmarkkreis Salzwedel) - Werben (zu Zörbig, Landkreis Anhalt-Bitterfeld) - Werder (zu Kreisfreie Stadt Magdeburg, Landeshauptstadt) - Werder (zu Seehausen/Altmark, Landkreis Stendal) - Werdershausen (zu Südliches Anhalt, Landkreis Anhalt-Bitterfeld) - Werderthau (zu Petersberg, Saalekreis) - Wernitz (zu Gardelegen, Altmarkkreis Salzwedel) - Wernsdorf (zu Teuchern, Burgenlandkreis) - Wernstedt (zu Kalbe/Milde, Altmarkkreis Salzwedel) - Werschen (zu Hohenmölsen, Burgenlandkreis) - Wertlau (zu Zerbst/Anhalt, Landkreis Anhalt-Bitterfeld) - Wespen (zu Barby) - West (zu kreisfreie Stadt Dessau-Roßlau) - Westdorf (zu Aschersleben) - Westeregeln (zu Börde-Hakel) - Westerhausen (zu Thale) - Westerhüsen (zu Kreisfreie Stadt Magdeburg, Landeshauptstadt) | - Westewitz (zu Petersberg, Saalekreis) - Westliche Neustadt (zu kreisfreie Stadt Halle (Saale)) - Weteritz (zu Gardelegen, Altmarkkreis Salzwedel) - Wettaburg (zu Naumburg/Saale, Burgenlandkreis) - Wettelrode (zu Sangerhausen, Landkreis Mansfeld-Südharz) - Wetterscheidt (zu Mertendorf, Burgenlandkreis) - Wettin (zu Wettin-Löbejün, Saalekreis) - Wetzendorf (zu Karsdorf, Burgenlandkreis) - Wickerode (zu Südharz, Landkreis Mansfeld-Südharz) - Wiechenberg (zu Genthin, Landkreis Jerichower Land) - Wiedersdorf (zu Landsberg, Saalekreis) - Wiederstedt (zu Arnstein, Landkreis Mansfeld-Südharz) - Wieglitz (zu Bülstringen) - Wiendorf (zu Könnern, Salzlandkreis) - Wienrode (zu Blankenburg (Harz)) - Wiepke (zu Gardelegen, Altmarkkreis Salzwedel) - Wiersdorf (zu Wallstawe, Altmarkkreis Salzwedel) - Wieserode (zu Falkenstein/Harz) - Wieskau (zu Südliches Anhalt, Landkreis Anhalt-Bitterfeld) - Wiewohl (zu Dähre, Altmarkkreis Salzwedel) - Wildenborn (zu Zeitz, Burgenlandkreis) - Wildschütz (zu Teuchern, Burgenlandkreis) - Wilhelmshof (zu Stendal, Landkreis Stendal) - Willerode (zu Arnstein, Landkreis Mansfeld-Südharz) - Wils (zu Salzatal, Saalekreis) - Wilsleben (zu Aschersleben) - Windberge (zu Tangerhütte, Landkreis Stendal) - Winkel (zu Allstedt, Landkreis Mansfeld-Südharz) - Winkelstedt (zu Dähre, Altmarkkreis Salzwedel) - Winkelstedt (zu Kalbe/Milde, Altmarkkreis Salzwedel) - Winterfeld (zu Apenburg-Winterfeld, Altmarkkreis Salzwedel) - Wippach (zu Bad Bibra, Burgenlandkreis) - Wippra (zu Sangerhausen, Landkreis Mansfeld-Südharz) - Wischer (zu Hassel) - Wischroda (zu An der Poststraße, Burgenlandkreis) - Wispitz (zu Nienburg/Saale) - Wistedt (zu Salzwedel, Altmarkkreis Salzwedel) - Wittenmoor (zu Stendal, Landkreis Stendal) - Wittgendorf (zu Schnaudertal) - Wohlenberg (zu Altmärkische Höhe) - Wohlgemuth (zu Beetzendorf, Altmarkkreis Salzwedel) - Wohlmirstedt (zu Kaiserpfalz, Burgenlandkreis) - Wohlsdorf (zu Bernburg/Saale) - Wohngebiet 1 (zu Hettstedt, Landkreis Mansfeld-Südharz) - Wohngebiet 2 (zu Hettstedt, Landkreis Mansfeld-Südharz) - Wohngebiet 3 (zu Hettstedt, Landkreis Mansfeld-Südharz) - Wohngebiet 4 (zu Hettstedt, Landkreis Mansfeld-Südharz) - Wolfen (zu Bitterfeld-Wolfen, Landkreis Anhalt-Bitterfeld) - Wolferode (zu Lutherstadt Eisleben, Landkreis Mansfeld-Südharz) - Wolferstedt (zu Allstedt, Landkreis Mansfeld-Südharz) - Wolfsberg (zu Sangerhausen, Landkreis Mansfeld-Südharz) - Wollenhagen (zu Gardelegen, Altmarkkreis Salzwedel) - Wollenrade (zu Osterburg/Altmark, Landkreis Stendal) - Woltersdorf (zu Biederitz) - Woltersdorf (zu Zahna-Elster, Landkreis Wittenberg) - Wolterslage (zu Osterburg/Altmark, Landkreis Stendal) - Wöpel (zu Kuhfelde, Altmarkkreis Salzwedel) - Wöplitz (zu Havelberg) - Wörbzig (zu Südliches Anhalt, Landkreis Anhalt-Bitterfeld) - Wörlitz (zu Oranienbaum-Wörlitz) - Wörmlitz (zu Möckern, Landkreis Jerichower Land) - Wormsdorf (zu Eilsleben) - Wormsleben (zu Seegebiet Mansfelder Land, Landkreis Mansfeld-Südharz) - Wörpen (zu Coswig (Anhalt)) - Wötz (zu Kuhfelde, Altmarkkreis Salzwedel) - Wulfen (zu Osternienburger Land, Landkreis Anhalt-Bitterfeld) - Wulferstedt (zu Am großen Bruch) - Wulkau (zu Kamern) - Wüllmersen (zu Diesdorf, Altmarkkreis Salzwedel) - Wülpen (zu Genthin, Landkreis Jerichower Land) - Wülperode (zu Osterwieck, Landkreis Harz) - Wünsch (zu Mücheln) - Würchwitz (zu Zeitz, Burgenlandkreis) - Würflau (zu Osternienburger Land, Landkreis Anhalt-Bitterfeld) - Wurp (zu Petersberg, Saalekreis) - Wuschlaub (zu Lützen, Burgenlandkreis) - Wust (zu Wust-Fischbeck, Landkreis Stendal) - Wust-Damm (zu Wust-Fischbeck, Landkreis Stendal) - Wüstenjerichow (zu Möckern, Landkreis Jerichower Land) - Wüstermark (zu Wittenberg, Landkreis Wittenberg) - Wustrewe (zu Kalbe/Milde, Altmarkkreis Salzwedel) - Wust-Siedlung (zu Wust-Fischbeck, Landkreis Stendal) |

## Z
| - Zabakuck (zu Jerichow, Landkreis Jerichower Land) - Zabenstedt (zu Gerbstedt, Landkreis Mansfeld-Südharz) - Zabitz (zu Gerbstedt, Landkreis Mansfeld-Südharz) - Zabitz (zu Osternienburger Land, Landkreis Anhalt-Bitterfeld) - Zäckwar (zu Lanitz-Hassel-Tal, Burgenlandkreis) - Zahna (zu Zahna-Elster, Landkreis Wittenberg) - Zallmsdorf (zu Zahna-Elster, Landkreis Wittenberg) - Zangenberg (zu Zeitz, Burgenlandkreis) - Zappendorf (zu Salzatal, Saalekreis) - Zaschendorf (zu Teuchern, Burgenlandkreis) - Zaschwitz (zu Wettin-Löbejün, Saalekreis) - Zedau (zu Osterburg/Altmark, Landkreis Stendal) - Zeddenick (zu Möckern, Landkreis Jerichower Land) - Zebitz (zu Südliches Anhalt, Landkreis Anhalt-Bitterfeld) - Zehmigkau (zu Südliches Anhalt, Landkreis Anhalt-Bitterfeld) - Zehmitz (zu Südliches Anhalt, Landkreis Anhalt-Bitterfeld) - Zehren (zu Arendsee/Altmark, Altmarkkreis Salzwedel) - Zehringen (zu Köthen (Anhalt), Landkreis Anhalt-Bitterfeld) - Zeisdorf (zu Kaiserpfalz, Burgenlandkreis) - Zellewitz (zu Könnern, Salzlandkreis) - Zellschen (zu Meineweh, Burgenlandkreis) - Zembschen (zu Hohenmölsen, Burgenlandkreis) - Zemnick (zu Zahna-Elster) - Zens (zu Bördeland, Salzlandkreis) - Zeppernick (zu Möckern, Landkreis Jerichower Land) - Zerben (zu Elbe-Parey, Landkreis Jerichower Land) - Zemitz (zu Zerbst/Anhalt, Landkreis Anhalt-Bitterfeld) - Zethlingen (zu Kalbe/Milde, Altmarkkreis Salzwedel) - Zettweil (zu Zeitz, Burgenlandkreis) - Zetzschdorf (zu Gutenborn, Burgenlandkreis) - Zeuchfeld (zu Freyburg/Unstrut, Burgenlandkreis) - Zibberick (zu Angern, Landkreis Börde) - Zichtau (zu Gardelegen, Altmarkkreis Salzwedel) - Zickeritz (zu Könnern, Salzlandkreis) - Ziebigk (zu kreisfreie Stadt Dessau-Roßlau) - Ziebigk (zu Südliches Anhalt, Landkreis Anhalt-Bitterfeld) - Ziegelroda (zu Querfurt, Saalekreis) | - Ziegelrode (zu Ahlsdorf, Landkreis Mansfeld-Südharz) - Ziegelsdorf (zu Möckern, Landkreis Jerichower Land) - Ziegenhagen (zu Rochau) - Zieko (zu Coswig (Anhalt)) - Ziemendorf (zu Arendsee/Altmark, Altmarkkreis Salzwedel) - Zienau (zu Gardelegen, Altmarkkreis Salzwedel) - Ziepel (zu Gardelegen, Altmarkkreis Salzwedel) - Ziepel (zu Möckern, Landkreis Jerichower Land) - Zierau (zu Kalbe/Milde, Altmarkkreis Salzwedel) - Zießau (zu Arendsee/Altmark, Altmarkkreis Salzwedel) - Ziethnitz (zu Salzwedel, Altmarkkreis Salzwedel) - Zilly (zu Osterwieck, Landkreis Harz) - Zingst (zu Querfurt, Saalekreis) - Zipkeleben (zu Kreisfreie Stadt Magdeburg, Landeshauptstadt) - Zobberitz (zu Calvörde, Landkreis Börde) - Zoberberg (zu kreisfreie Stadt Dessau-Roßlau) - Zöberitz (zu Landsberg, Saalekreis) - Zöllschen (zu Bad Dürrenberg, Saalekreis) - Zorbau (zu Lützen, Burgenlandkreis) - Zörbitz (zu Lützen, Burgenlandkreis) - Zörnigall (zu Zahna-Elster) - Zörnitz (zu Salzatal, Saalekreis) - Zöschen (zu Leuna, Saalekreis) - Zscheiplitz (zu Freyburg/Unstrut, Burgenlandkreis) - Zschepkau (zu Bitterfeld-Wolfen, Landkreis Anhalt-Bitterfeld) - Zscherben (zu Merseburg, Saalekreis) - Zscherben (zu Teutschenthal, Saalekreis) - Zscherndorf (zu Sandersdorf-Brehna, Landkreis Anhalt-Bitterfeld) - Zschornewitz (zu Gräfenhainichen) - Zuchau (zu Barby) - Zuckerdorf Klein Wanzleben (zu Wanzleben-Börde, Landkreis Börde) - Zühlen (zu Arendsee/Altmark, Altmarkkreis Salzwedel) - Zwebendorf (zu Landsberg, Saalekreis) - Zweihausen (zu Könnern, Salzlandkreis) - Zweimen (zu Leuna, Saalekreis) - Zwintschöna (zu Dieskau, Kabelsketal) - Zwuschen (zu Jessen/Elster, Landkreis Wittenberg) |